# Mistrovství světa v ledním hokeji 2018
82. mistrovství světa v ledním hokeji se konalo v květnu 2018. Pořadatelskou zemí bylo Dánsko, hrálo se v hlavním městě Kodani a v menším městě Herning. Rozhodl o tom kongres Mezinárodní hokejové federace uskutečněný 23. května 2014 v Minsku. Obhájci titulu se po roce opět stali Švédové, kteří na samostatné nájezdy porazili Švýcarsko. Třetí místo obsadili Američané, kteří porazili Kanadu 4:1. Na Kanadu tak na šampionátu zbylo nepopulární čtvrté místo.
V Česku živé přenosy exkluzivně vysílala stanice ČT sport, překrývající se zápasy pak nabízela ve zkráceném záznamu. Čeští hokejisté vstoupili do turnaje v sobotu 5. května zápasem proti Slovensku.

## Výběr pořadatelské země
O pořádání 82. ročníku MS v ledním hokeji v Dánsku bylo rozhodnuto na základě hlasování na kongresu Mezinárodní hokejové federace 23. května 2014 v Minsku poměrem hlasů 95 ku 12 ve prospěch Dánska. Dánsko se stalo pořadatelskou zemí takto významného turnaje poprvé v historii. Předseda Dánského svazu ledního hokeje Henrik Bach Nielsen dokonce tuto akci označil za dosud největší sportovní akci v Dánsku vůbec. Naopak jeho lotyšský protějšek Kirovs Lipmans po neúspěšné kandidatuře ze své funkce odstoupil.
Kandidující státy:
| Země     | Počet hlasů |
| -------- | ----------- |
| Dánsko   | 95          |
| Lotyšsko | 12          |

## Stadiony
| Kodaň                        | Kodaň Herning | Herning                           |
| Royal Arena Kapacita: 12 500 | Kodaň Herning | Jyske Bank Boxen Kapacita: 11 000 |
|                              | Kodaň Herning |                                   |

## Rozhodčí
Mezinárodní federace ledního hokeje nominovala na Mistrovství světa 16 hlavních rozhodčích a stejný počet čárových sudích.
| - Mark Lemelin - Oliver Gouin - Brett Iverson - Jan Hribik - Antonín Jeřábek - Mikko Kaukokari - Aleksi Rantala - Gordon Schukies | - Roman Gofman - Konstantin Olenin - Tobias Wehrli - Jozef Kubuš - Linus Öhlund - Mikael Sjöqvist - Timothy Mayer - Stephen Reneau |

| - Dmitri Golyak - Dustin McCrank - Nathan Vanoosten - Miroslav Lhotský - Rene Jensen - Hannu Sormunen - Sakari Suominen - Lukas Kohlmüller | - Jon Kilian - Alexandr Otmachov - Gleb Lazarev - Nicolas Fluri - Peter Šefčík - Andreas Malmqvist - Jake Davis - Brian Oliver |

## Herní systém
Šestnáct účastníků bylo rozděleno do dvou skupin po 8 týmech. V rámci skupiny se utkal každý s každým. Za vítězství v základní hrací době se udělovaly 3 body, za vítězství po prodloužení či samostatných nájezdech 2 body, za prohru po prodloužení či samostatných nájezdech 1 bod a za prohru v základní hrací době 0 bodů. Z každé skupiny postoupily čtveřice týmů s nejvyšším počtem bodů do čtvrtfinále playoff. Pro týmy na pátých až osmých místech ve skupinách turnaj skončil. Oba týmy z osmých míst automaticky sestoupily do 1. divize (neplatilo pro Slovensko, pořadatele MS 2019).

### Kritéria při rovnosti bodů v základních skupinách
Pokud získají po konci základních skupin dva týmy stejný počet bodů, rozhodují o postupujícím nebo o lépe nasazeném týmu pro čtvrtfinále výsledek jejich vzájemného zápasu. Pokud rovnost nastane mezi třemi nebo více týmy, postupuje se podle následujících kritérií, dokud nezbudou dva týmy, mezi nimiž rozhodne výsledek ze vzájemného zápasu:
1. Body z minitabulky vzájemných zápasů
2. Brankový rozdíl z minitabulky vzájemných zápasů
3. Vyšší počet vstřelených branek v minitabulce vzájemných zápasů
4. Výsledky proti nejbližšímu nejvýše umístěnému týmu mimo týmy v minitabulce (pořadí kritérií: 1. body, 2. brankový rozdíl, 3. více vstřelených branek) vůči tomuto družstvu
5. Výsledky proti nejbližšímu druhému nejvýše umístěnému týmu mimo týmů v minitabulce (pořadí kritérií: 1. body, 2. brankový rozdíl, 3. více vstřelených branek) vůči tomuto družstvu
6. Postavení v žebříčku IIHF před startem mistrovství

V průběhu základních skupin, kdy by ještě nebyly sehrány všechny zápasy budou rozhodovat v případě bodové rovnosti tato kritéria:
1. Nižší počet odehraných utkání
2. Brankový rozdíl
3. Vyšší počet vstřelených branek
4. Postavení v žebříčku IIHF před startem mistrovství

Čtvrtfinále bude sehráno křížovým systémem (tj. 1. tým ze skupiny A proti 4. týmu ze skupiny B, 2. tým ze skupiny A proti 3. týmu ze skupiny B, 1. tým ze skupiny B proti 4. týmu ze skupiny A a 2. tým ze skupiny B proti 3. týmu ze skupiny A). Vítězové čtvrtfinále postoupí do semifinále, pro poražené čtvrtfinalisty turnaj skončí. V semifinále se dvojice utkají v následujícím vzorci: vítěz utkání mezi 1A - 4B vs vítěz 2B - 3A, vítěz 1B - 4A vs vítěz 2A - 3B. Oba semifinálové zápasy se odehrají ve větší Royal Areně v Kodani. Vítězní semifinalisté postoupí do finále, kde se rozhodne o držitelích zlatých a stříbrných medailí, zatímco poražení semifinalisté se střetnou v zápase o bronzové medaile

#### Systém prodloužení v playoff
V případě vyrovnaného stavu i po šedesáti minutách čtvrtfinále, semifinále nebo zápasu o třetí místo se zápas prodlužuje o deset minut, a to po krátké tříminutové přestávce. V zápase o zlaté medaile by následovalo dvacetiminutové prodloužení, před kterým by proběhla patnáctiminutová přestávka s úpravou ledové plochy. Jestliže by během prodloužení ani jeden z týmů nedosáhl branky, na řadu by se dostaly samostatné nájezdy, které by určily vítěze utkání.

### Kritéria pro určení konečného pořadí týmů
Pořadí na prvních čtyřech místech určí výsledek finálového zápasu a utkání o bronz. O konečném umístění na 5. až 16. místě rozhodují tato kritéria:
1. Vyšší postavení ve skupině
2. Vyšší počet bodů ve skupině
3. Lepší brankový rozdíl
4. Vyšší počet vstřelených branek
5. Postavení v žebříčku IIHF před startem mistrovství

Poznámka: Poražení čtvrtfinalisté zaujmou automaticky 5. až 8. místo a byli seřazeni podle výsledků v základních skupinách dle kritérií uvedených výše.

## Legenda
Toto je seznam vysvětlivek použitých v souhrnech odehraných zápasů.
| - PH1 – Branka v přesilové hře (5 na 4) - PH2 – Branka v přesilové hře (5 na 3) - VO1 – Branka v oslabení (4 na 5) | - VO2 – Branka v oslabení (3 na 5) - SV – Gól při signalizovaném vyloučení - PB – Gól do prázdné branky | - PP – Gól při odvolání brankáře (power play) - ts. – Gól z trestného střílení - vla. – Vlastní gól |

## Základní skupiny
| Skupina A - Kodaň | Skupina B - Herning |
| ----------------- | ------------------- |
| Rusko (2)         | Kanada (1)          |
| Švédsko (3)       | Finsko (4)          |
| Česko (6)         | USA (5)             |
| Švýcarsko (7)     | Německo (8)         |
| Bělorusko (10)    | Norsko (9)          |
| Slovensko (11)    | Lotyšsko (12)       |
| Francie* (13)     | Dánsko* (14)        |
| Rakousko (16)     | Jižní Korea (21)    |

Složení skupiny je dáno na základě klíče podle pořadí týmů v žebříčku IIHF - pořadí uvedeno v závorkách.
* Pořadatel má právo v zájmu atraktivity vyměnit dva týmy na stejné úrovni. Dánsko se rozhodlo prohodit domácí tým a tým Francie, jelikož chtěli, aby Švédsko a Dánsko nehrály ve stejné skupině.

### Skupina A – Kodaň

#### Tabulka

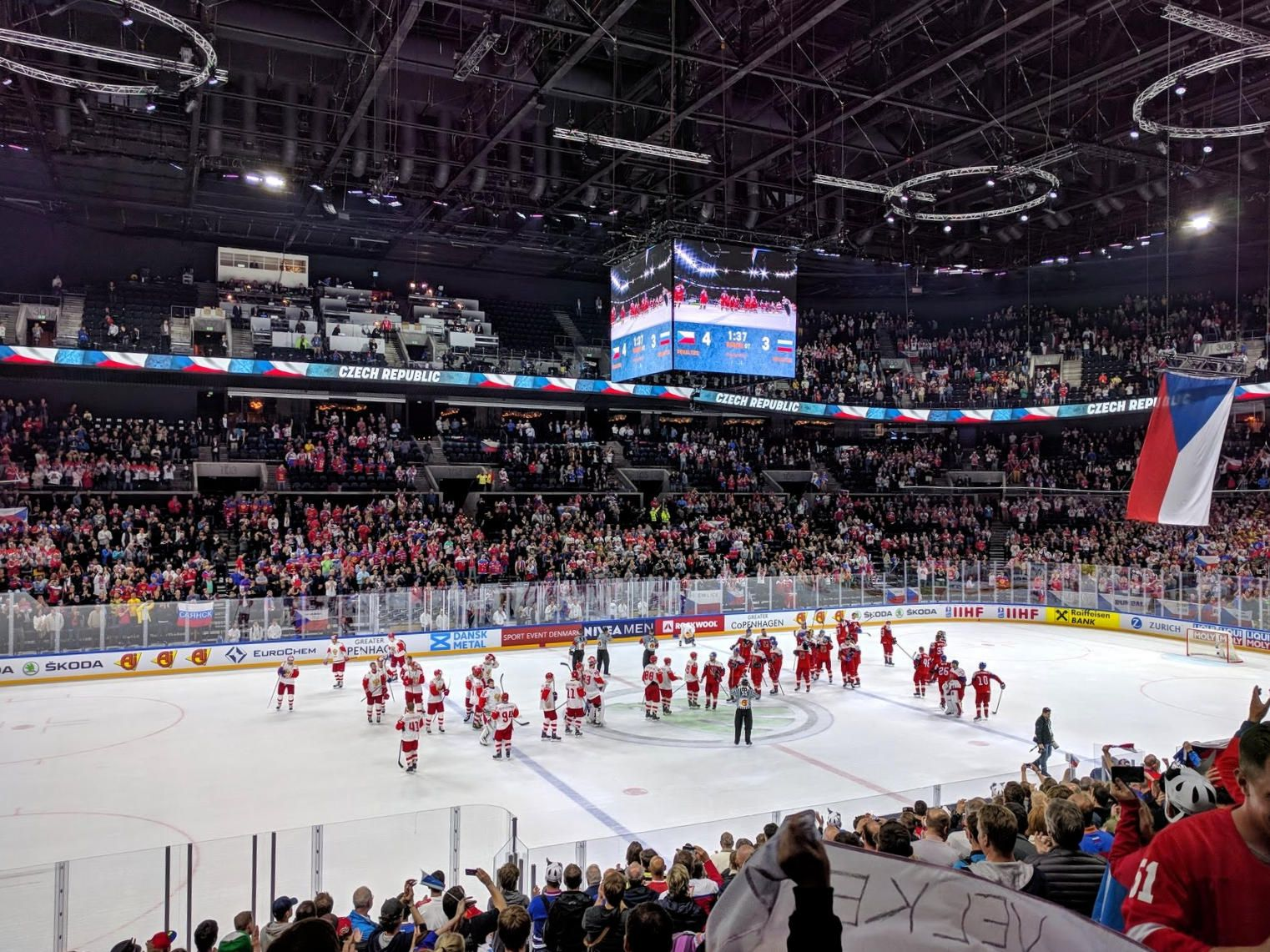
Fotografie ze zápasu Česko – Rusko 4:3p.

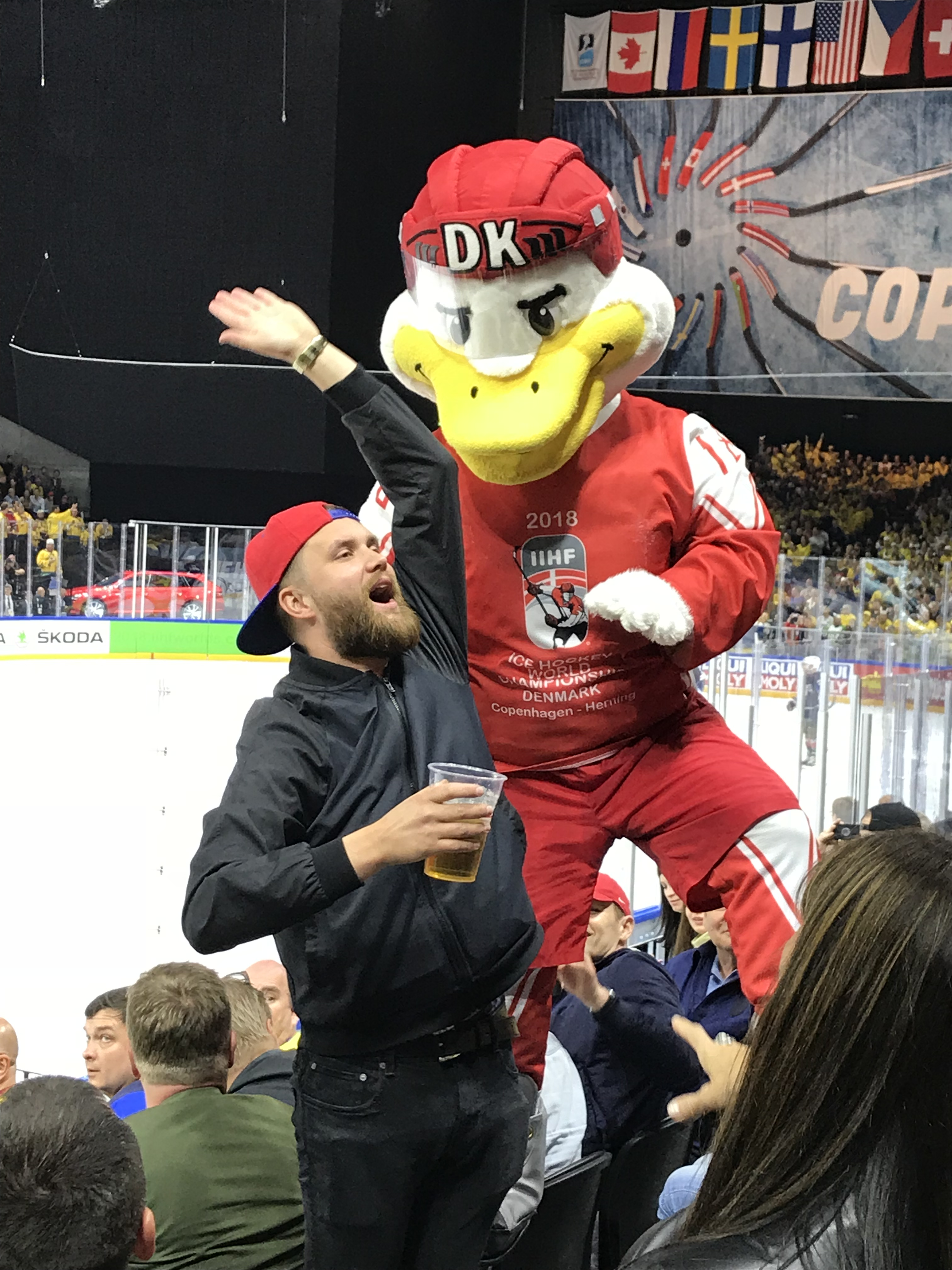
Maskot MS 2018.

|  | Týmy postupující do čtvrtfinále |
|  | Tým sestupující do Divize 1     |

| Poř. | Tým       | Z | V | VP | PP | P | GV | GI | +/- | B  |
| ---- | --------- | - | - | -- | -- | - | -- | -- | --- | -- |
| 1.   | Švédsko   | 7 | 6 | 1  | 0  | 0 | 31 | 9  | +22 | 20 |
| 2.   | Rusko     | 7 | 5 | 0  | 1  | 1 | 32 | 10 | +22 | 16 |
| 3.   | Česko     | 7 | 3 | 3  | 0  | 1 | 27 | 15 | +12 | 15 |
| 4.   | Švýcarsko | 7 | 3 | 1  | 1  | 2 | 25 | 19 | +6  | 12 |
| 5.   | Slovensko | 7 | 3 | 0  | 2  | 2 | 19 | 20 | -1  | 11 |
| 6.   | Francie   | 7 | 2 | 0  | 0  | 5 | 13 | 29 | -16 | 6  |
| 7.   | Rakousko  | 7 | 1 | 0  | 1  | 5 | 13 | 30 | -17 | 4  |
| 8.   | Bělorusko | 7 | 0 | 0  | 0  | 7 | 8  | 36 | -28 | 0  |

#### Zápasy
| 4. května 2018 16:15 | Rusko | 7:0 (3:0, 1:0, 3:0) | Francie | Royal Arena, Kodaň Návštěvnost: 6 453 |  |

| Zpráva | |                             |                               |                                                                           |
| Vasilij Košečkin | Vasilij Košečkin | Brankáři                    | Florian Hardy, Ronan Quemener | Rozhodčí: Jan Hribik Mikael Sjöqvist Čároví: Peter Ševčík Sakari Suominen |
| 07:08 Kirill Kaprizov (Jevgenij Dadonov, Nikita Zajcev) 08:18 Pavel Bučněvič (Michail Grigorenko, Nikita Něstěrov) 10:22 Jevgenij Dadonov (Kirill Kaprizov, Dinar Chafizullin) 37:59 Kirill Kaprizov (Pavel Dacjuk, Nikita Zajcev) 42:36 Alexandr Barabanov (Bogdan Kiselevič, Ilja Kablukov) 44:50 Maxim Šalunov (Pavel Dacjuk, Dinar Chafizulin) 57:13 Arťom Anisimov (Pavel Bučněvič) | 07:08 Kirill Kaprizov (Jevgenij Dadonov, Nikita Zajcev) 08:18 Pavel Bučněvič (Michail Grigorenko, Nikita Něstěrov) 10:22 Jevgenij Dadonov (Kirill Kaprizov, Dinar Chafizullin) 37:59 Kirill Kaprizov (Pavel Dacjuk, Nikita Zajcev) 42:36 Alexandr Barabanov (Bogdan Kiselevič, Ilja Kablukov) 44:50 Maxim Šalunov (Pavel Dacjuk, Dinar Chafizulin) 57:13 Arťom Anisimov (Pavel Bučněvič) | 1:0 2:0 3:0 4:0 5:0 6:0 7:0 |                               | Rozhodčí: Jan Hribik Mikael Sjöqvist Čároví: Peter Ševčík Sakari Suominen |
| 6 min | 6 min | Tresty                      | 10 min                        | Rozhodčí: Jan Hribik Mikael Sjöqvist Čároví: Peter Ševčík Sakari Suominen |
| 39 | 39 | Střely                      | 10                            | Rozhodčí: Jan Hribik Mikael Sjöqvist Čároví: Peter Ševčík Sakari Suominen |

| 4. května 2018 20:15 | Švédsko | 5:0 (2:0, 2:0, 1:0) | Bělorusko | Royal Arena, Kodaň Návštěvnost: 10 884 |  |

| Zpráva | |                     |               |                                                                                 |
| Magnus Hellberg | Magnus Hellberg | Brankáři            | Ivan Kulbakov | Rozhodčí: Mikko Kuakokari Tobias Wehrli Čároví: Miroslav Lhotský Dustin McCrank |
| 09:17 Lias Andersson (Adrian Kempe, Dennis Everberg) 09:45 Gustav Nyquist (John Klingberg, Hampus Lindholm) 23:49 Mattias Jenmark (Rickald Rakell, Mika Zibanejad) 33:45 Rickald Rakell 56:11 Mika Zibanejad (Mattias Jenmark, Rickald Rakell) | 09:17 Lias Andersson (Adrian Kempe, Dennis Everberg) 09:45 Gustav Nyquist (John Klingberg, Hampus Lindholm) 23:49 Mattias Jenmark (Rickald Rakell, Mika Zibanejad) 33:45 Rickald Rakell 56:11 Mika Zibanejad (Mattias Jenmark, Rickald Rakell) | 1:0 2:0 3:0 4:0 5:0 |               | Rozhodčí: Mikko Kuakokari Tobias Wehrli Čároví: Miroslav Lhotský Dustin McCrank |
| 8 min | 8 min | Tresty              | 4 min         | Rozhodčí: Mikko Kuakokari Tobias Wehrli Čároví: Miroslav Lhotský Dustin McCrank |
| 36 | 36 | Střely              | 27            | Rozhodčí: Mikko Kuakokari Tobias Wehrli Čároví: Miroslav Lhotský Dustin McCrank |

| 5. května 2018 12:15 | Švýcarsko | 3:2 PP (1:0, 1:1, 0:1 - 1:0) | Rakousko | Royal Arena, Kodaň Návštěvnost: 5 019 |  |

| Zpráva | |                     |                                                                                                   |                                                                                |
| Reto Berra | Reto Berra | Brankáři            | Bernhard Starkbaum                                                                                | Rozhodčí: Konstantin Olenin Mikael Sjöqvist Čároví: Dmitri Golyak Gleb Lazarev |
| 18:28 Nino Niederreiter (Enzo Corvi) 24:14 Gaëtan Haas (Tristan Scherwey, Mirco Müller) 63:18 Enzo Corvi (Nino Niederreiter) | 18:28 Nino Niederreiter (Enzo Corvi) 24:14 Gaëtan Haas (Tristan Scherwey, Mirco Müller) 63:18 Enzo Corvi (Nino Niederreiter) | 1:0 2:0 2:1 2:2 3:2 | 34:50 Dominic Zwerger (Lukas Haudum, Alexander Rauchenwald) 46:28 Manuel Ganahl (Peter Schneider) | Rozhodčí: Konstantin Olenin Mikael Sjöqvist Čároví: Dmitri Golyak Gleb Lazarev |
| 29 min | 29 min | Tresty              | 6 min                                                                                             | Rozhodčí: Konstantin Olenin Mikael Sjöqvist Čároví: Dmitri Golyak Gleb Lazarev |
| 41 | 41 | Střely              | 19                                                                                                | Rozhodčí: Konstantin Olenin Mikael Sjöqvist Čároví: Dmitri Golyak Gleb Lazarev |

| 5. května 2018 16:15 | Francie | 6:2 (2:1, 1:0, 3:1) | Bělorusko | Royal Arena, Kodaň Návštěvnost: 6 529 |  |

| Zpráva | |                                 | |                                                                           |
| Florian Hardy | Florian Hardy | Brankáři                        | Ivan Kulbakov, Mikhail Karnauchov                                                                              | Rozhodčí: Oliver Gouin Mark Lemelin Čároví: Nicolas Fluri Sakari Suominen |
| 03:19 Damien Fleury (Stephane Da Costa, Anthony Rech) 13:33 Stephane Da Costa (Jonathan Janil) 38:42 Loïc Lamperier (Velentin Claireaux, Kévin Hecquefeuille) 42:17 Antonin Manavian (Stephane Da Costa, Damien Fleury) 47:57 Anthony Guttig (Jordann Perret) 57:56 Jordann Perret (Guillaume Leclerc, Kévin Hecquefeuille) | 03:19 Damien Fleury (Stephane Da Costa, Anthony Rech) 13:33 Stephane Da Costa (Jonathan Janil) 38:42 Loïc Lamperier (Velentin Claireaux, Kévin Hecquefeuille) 42:17 Antonin Manavian (Stephane Da Costa, Damien Fleury) 47:57 Anthony Guttig (Jordann Perret) 57:56 Jordann Perret (Guillaume Leclerc, Kévin Hecquefeuille) | 1:0 2:0 2:1 3:1 4:1 5:1 5:2 6:2 | 19:37 Alexandr Pavlovič (Pavel Razvadovskij, Pavel Vorobej) 54:46 Pavel Vorobej, (Geof Platt, Dmitrij Korobov) | Rozhodčí: Oliver Gouin Mark Lemelin Čároví: Nicolas Fluri Sakari Suominen |
| 10 min | 10 min | Tresty                          | 16 min | Rozhodčí: Oliver Gouin Mark Lemelin Čároví: Nicolas Fluri Sakari Suominen |
| 30 | 30 | Střely                          | 40 | Rozhodčí: Oliver Gouin Mark Lemelin Čároví: Nicolas Fluri Sakari Suominen |

| 5. května 2018 20:15 | Česko | 3:2 PP (0:1, 1:1, 1:0 - 1:0) | Slovensko | Royal Arena, Kodaň Návštěvnost: 12 490 |  |

| Zpráva | |                     |                                                                                         |                                                                                  |
| Pavel Francouz | Pavel Francouz | Brankáři            | Marek Čiliak                                                                            | Rozhodčí: Mikko Kaukokari Timothy Mayer Čároví: Andreas Malmqvist Dustin McCrank |
| 21:04 Dominik Kubalík (Andrej Nestrašil, Dmitrij Jaškin) 59:50 Martin Nečas (Dominik Kubalík) 62:09 Dmitrij Jaškin (Adam Polášek, Andrej Nestrašil) | 21:04 Dominik Kubalík (Andrej Nestrašil, Dmitrij Jaškin) 59:50 Martin Nečas (Dominik Kubalík) 62:09 Dmitrij Jaškin (Adam Polášek, Andrej Nestrašil) | 0:1 1:1 1:2 2:2 3:2 | 07:33 Michal Krištof (Andrej Sekera, Ladislav Nagy) 25:29 Andrej Sekera (Ladislav Nagy) | Rozhodčí: Mikko Kaukokari Timothy Mayer Čároví: Andreas Malmqvist Dustin McCrank |
| 6 min | 6 min | Tresty              | 6 min                                                                                   | Rozhodčí: Mikko Kaukokari Timothy Mayer Čároví: Andreas Malmqvist Dustin McCrank |
| 42 | 42 | Střely              | 17                                                                                      | Rozhodčí: Mikko Kaukokari Timothy Mayer Čároví: Andreas Malmqvist Dustin McCrank |

| 6. května 2018 12:15 | Rakousko | 0:7 (0:3, 0:3, 0:1) | Rusko | Royal Arena, Kodaň Návštěvnost: 9 502 |  |

| Zpráva         |                |                             | |                                                                             |
| David Madlener | David Madlener | Brankáři                    | Vasily Koshechkin, Igor Shesterkin | Rozhodčí: Timothy Mayer Tobias Wehrli Čároví: Miroslav Lhotský Peter Šefčík |
|                |                | 0:1 0:2 0:3 0:4 0:5 0:6 0:7 | 09:34 Michail Grigorenko 11:42 Arťom Anisimov (Pavel Bučněvič) 13:19 Alexandr Barabanov (Ilja Michejev, Jegor Jakovlev) 23:52 Michail Grigorenkok (Arťom Anisimov) 29:07 Kirill Kaprizov (Pavel Dacjuk, Jevgenij Dadonov) 37:58 Maxim Mamin (Kirill Kaprizov) 53:55 Arťom Michejev | Rozhodčí: Timothy Mayer Tobias Wehrli Čároví: Miroslav Lhotský Peter Šefčík |
| 2 min          | 2 min          | Tresty                      | 2 min | Rozhodčí: Timothy Mayer Tobias Wehrli Čároví: Miroslav Lhotský Peter Šefčík |
| 19             | 19             | Střely                      | 41 | Rozhodčí: Timothy Mayer Tobias Wehrli Čároví: Miroslav Lhotský Peter Šefčík |

| 6. května 2018 16:15 | Švédsko | 3:2 (2:0, 0:1, 1:1) | Česko | Royal Arena, Kodaň Návštěvnost: 12 490 |  |

| Zpráva | |                     |                                                                                 |                                                                              |
| Magnus Hellberg | Magnus Hellberg | Brankáři            | David Rittich                                                                   | Rozhodčí: Mark Lemelin Konstantin Olenin Čároví: Nicolas Fluri Dmitry Golyak |
| 04:49 Rickard Rakell (Mattias Janmark, Hampus Lindholm) 07:13 Mattias Janmark, (Rickard Rakell) 43:11 Mika Zibanejad (Rickard Rakell) | 04:49 Rickard Rakell (Mattias Janmark, Hampus Lindholm) 07:13 Mattias Janmark, (Rickard Rakell) 43:11 Mika Zibanejad (Rickard Rakell) | 1:0 2:0 2:1 3:1 3:2 | 33:10 Filip Hronek (Roman Červenka, Tomáš Hyka) 55:46 Tomáš Hyka, (Radek Faksa) | Rozhodčí: Mark Lemelin Konstantin Olenin Čároví: Nicolas Fluri Dmitry Golyak |
| 12 min | 12 min | Tresty              | 10 min                                                                          | Rozhodčí: Mark Lemelin Konstantin Olenin Čároví: Nicolas Fluri Dmitry Golyak |
| 27 | 27 | Střely              | 25                                                                              | Rozhodčí: Mark Lemelin Konstantin Olenin Čároví: Nicolas Fluri Dmitry Golyak |

| 6. května 2018 20:15 | Slovensko | 0:2 (0:1, 0:1, 0:0) | Švýcarsko | Royal Arena, Kodaň Návštěvnost: 10 915 |  |

| Zpráva       |              |          |                                                                                           |                                                                          |
| Marek Čiliak | Marek Čiliak | Brankáři | Reto Berra                                                                                | Rozhodčí: Oliver Gouin Jan Hribik Čároví: Gleb Lazarev Andreas Malmqvist |
|              |              | 0:1 0:2  | 11:06 Tristan Scherwey (Raphael Diaz, Mirco Müller) 20:22 Mirco Müller (Tristan Scherwey) | Rozhodčí: Oliver Gouin Jan Hribik Čároví: Gleb Lazarev Andreas Malmqvist |
| 6 min        | 6 min        | Tresty   | 4 min                                                                                     | Rozhodčí: Oliver Gouin Jan Hribik Čároví: Gleb Lazarev Andreas Malmqvist |
| 25           | 25           | Střely   | 26                                                                                        | Rozhodčí: Oliver Gouin Jan Hribik Čároví: Gleb Lazarev Andreas Malmqvist |

| 7. května 2018 16:15 | Bělorusko | 0:6 (0:1, 0:3, 0:2) | Rusko | Royal Arena, Kodaň Návštěvnost: 6 360 |  |

| Zpráva      |             |                         | |                                                                                   |
| Vitali Trus | Vitali Trus | Brankáři                | Igor Šesťjorkin | Rozhodčí: Mikko Kaukokari Mikael Sjöqvist Čároví: Miroslav Lhotský Dustin McCrank |
|             |             | 0:1 0:2 0:3 0:4 0:5 0:6 | 05:27 Pavel Dacjuk (Jevgenij Dadonov) 25:55 Maxim Šalunov (Alexander Barabanov, Ilja Kablukov) 29:25 Ilja Kablukov (Alexander Barabanov, Nikita Trjamkin) 39:26 Pavel Dacjuk (Dinar Chafizullin, Maxim Šalunov) 45:16 Maxim Manin (Nikita Zajcev) 47:37 Kirill Kaprizov (Pavel Dacjuk, Jevgenij Dadonov) | Rozhodčí: Mikko Kaukokari Mikael Sjöqvist Čároví: Miroslav Lhotský Dustin McCrank |
| 4 min       | 4 min       | Tresty                  | 2 min | Rozhodčí: Mikko Kaukokari Mikael Sjöqvist Čároví: Miroslav Lhotský Dustin McCrank |
| 18          | 18          | Střely                  | 27 | Rozhodčí: Mikko Kaukokari Mikael Sjöqvist Čároví: Miroslav Lhotský Dustin McCrank |

| 7. května 2018 20:15 | Švédsko | 4:0 (2:0, 1:0, 1:0) | Francie | Royal Arena, Kodaň Návštěvnost: 7 218 |  |

| Zpráva | |                 |                |                                                                         |
| Anders Nilsson | Anders Nilsson | Brankáři        | Ronan Quemener | Rozhodčí: Jan Hribik Tobias Wehrli Čároví: Peter Šefčík Sakari Suominen |
| 00:24 Rickard Rakell (Adam Larsson, Mattias Janmark) 05:54 Mikael Backlund (Elias Pettersson, Hampus Lindholm) 27:51 Oliver Ekman-Larsson (Adam Larsson, Adrian Kempe) 55:40 Elias Pettersson (John Klingberg, Oliver Ekman-Larsson) | 00:24 Rickard Rakell (Adam Larsson, Mattias Janmark) 05:54 Mikael Backlund (Elias Pettersson, Hampus Lindholm) 27:51 Oliver Ekman-Larsson (Adam Larsson, Adrian Kempe) 55:40 Elias Pettersson (John Klingberg, Oliver Ekman-Larsson) | 1:0 2:0 3:0 4:0 |                | Rozhodčí: Jan Hribik Tobias Wehrli Čároví: Peter Šefčík Sakari Suominen |
| 12 min | 12 min | Tresty          | 24 min         | Rozhodčí: Jan Hribik Tobias Wehrli Čároví: Peter Šefčík Sakari Suominen |
| 35 | 35 | Střely          | 14             | Rozhodčí: Jan Hribik Tobias Wehrli Čároví: Peter Šefčík Sakari Suominen |

| 8. května 2018 16:15 | Rakousko | 2:4 (1:1, 0:2, 1:1) | Slovensko | Royal Arena, Kodaň Návštěvnost: 6 094 |  |

| Zpráva                                   |                                          |                         |                                                                                  |                                                                                 |
| Bernhard Starkbaum                       | Bernhard Starkbaum                       | Brankáři                | Patrik Rybár                                                                     | Rozhodčí: Brett Iverson Mikael Sjoqvist Čároví: Nicolas Fluri Andreas Malmqvist |
| 01:33 Brian Lebler 41:43 Peter Schneider | 01:33 Brian Lebler 41:43 Peter Schneider | 1:0 1:1 1:2 1:3 2:3 2:4 | 04:13 Marcel Haščák 22:13 Tomáš Jurčo 29:00 Christián Jaroš 59:29 Michal Krištof | Rozhodčí: Brett Iverson Mikael Sjoqvist Čároví: Nicolas Fluri Andreas Malmqvist |
| 8 min                                    | 8 min                                    | Tresty                  | 4 min                                                                            | Rozhodčí: Brett Iverson Mikael Sjoqvist Čároví: Nicolas Fluri Andreas Malmqvist |
| 22                                       | 22                                       | Střely                  | 30                                                                               | Rozhodčí: Brett Iverson Mikael Sjoqvist Čároví: Nicolas Fluri Andreas Malmqvist |

| 8. května 2018 20:15 | Česko | 5:4 SN (1:1, 3:3, 0:0 - 0:0) | Švýcarsko | Royal Arena, Kodaň Návštěvnost: 6 226 |  |

| Zpráva | |                                     | |                                                                          |
| Pavel Francouz | Pavel Francouz | Brankáři                            | Reto Berra | Rozhodčí: Roman Gofman Stephen Reneau Čároví: Dmitry Golyak Gleb Lazarev |
| 16:21 Dominik Kubalík (Martin Nečas) 24:09 Michal Moravčík (David Sklenička, Tomáš Hyka) 27:43 Dmitrij Jaškin (Michal Moravčík, Andrej Nestrašil) 34:26 Michal Řepík (Dominik Kubalík) 65:00 Michal Řepík (rozhodující nájezd) | 16:21 Dominik Kubalík (Martin Nečas) 24:09 Michal Moravčík (David Sklenička, Tomáš Hyka) 27:43 Dmitrij Jaškin (Michal Moravčík, Andrej Nestrašil) 34:26 Michal Řepík (Dominik Kubalík) 65:00 Michal Řepík (rozhodující nájezd) | 0:1 1:1 1:2 1:3 2:3 2:4 3:4 4:4 5:4 | 11:13 Nino Niederreiter (Gregory Hofmann) 20:47 Gregory Hofmann (Sven Andrighetto, Raphael Diaz) 22:07 Simon Moser (Joel Vermin, Mirco Muller) 27:21 Nino Niederreiter (Simon Moser, Ramon Untersander) | Rozhodčí: Roman Gofman Stephen Reneau Čároví: Dmitry Golyak Gleb Lazarev |
| 26 min | 26 min | Tresty                              | 18 min | Rozhodčí: Roman Gofman Stephen Reneau Čároví: Dmitry Golyak Gleb Lazarev |
| 27 | 27 | Střely                              | 29 | Rozhodčí: Roman Gofman Stephen Reneau Čároví: Dmitry Golyak Gleb Lazarev |

| 9. května 2018 16:15 | Švýcarsko | 5:2 (2:2, 1:0, 2:0) | Bělorusko | Royal Arena, Kodaň Návštěvnost: 5 445 |  |

| Zpráva | |                             | |                                                                            |
| Reto Berra | Reto Berra | Brankáři                    | Mikhail Karnaukhov                                                                                                   | Rozhodčí: Öhlund Linus Rantala Aleksi Čároví: Davis Jake Otmachov Alexandr |
| 01:37 Joël Vermin (Nino Niederreiter, Ramon Untersander) 18:40 Sven Andrighetto (Timo Meier) 39:45 Joël Vermin (Timo Meier, Rafael Diaz) 42:29 Enzo Corvi (Rafael Diaz) 46:44 Timo Meier (Sven Andrighetto, Grégory Hofmann) | 01:37 Joël Vermin (Nino Niederreiter, Ramon Untersander) 18:40 Sven Andrighetto (Timo Meier) 39:45 Joël Vermin (Timo Meier, Rafael Diaz) 42:29 Enzo Corvi (Rafael Diaz) 46:44 Timo Meier (Sven Andrighetto, Grégory Hofmann) | 1:0 1:1 1:2 2:2 3:2 4:2 5:2 | 05:54 Geoff Platt (Charles Linglet, Roman Dyukov) 10:46 Alexander Pavlovich (Jevgenij Kovyršin, Alexandr Matěruchin) | Rozhodčí: Öhlund Linus Rantala Aleksi Čároví: Davis Jake Otmachov Alexandr |
| 8 min | 8 min | Tresty                      | 16 min | Rozhodčí: Öhlund Linus Rantala Aleksi Čároví: Davis Jake Otmachov Alexandr |
| 45 | 45 | Střely                      | 24 | Rozhodčí: Öhlund Linus Rantala Aleksi Čároví: Davis Jake Otmachov Alexandr |

| 9. května 2018 20:15 | Švédsko | 7:0 (2:0, 3:0, 2:0) | Rakousko | Royal Arena, Kodaň Návštěvnost: 8 547 |  |

| Zpráva |                |          |                |                                                                               |
| Anders Nilsson | Anders Nilsson | Brankáři | David Madlener | Rozhodčí: Kubuš Jozef Schukies Gordon Čároví: Kohlmüller Lukas Sormunen Hannu |
| 09:47 Adrian Kempe (Hampus Lindholm) 17:11 Mattias Janmark (Rickard Rakell) 22:42 Rickard Rakell (Mika Zibanejad, Mattias Janmark) 28:53 Rickard Rakell 29:17 Gustav Nyquist (Adrian Kempe) 47:50 Mika Zibanejad (Mattias Janmark, Lias Andersson) 53:59 Magnus Pääjärvi (Johan Larsson) |                |          |                | Rozhodčí: Kubuš Jozef Schukies Gordon Čároví: Kohlmüller Lukas Sormunen Hannu |
| 4 min | 4 min          | Tresty   | 8 min          | Rozhodčí: Kubuš Jozef Schukies Gordon Čároví: Kohlmüller Lukas Sormunen Hannu |
| 38 | 38             | Střely   | 14             | Rozhodčí: Kubuš Jozef Schukies Gordon Čároví: Kohlmüller Lukas Sormunen Hannu |

| 10. května 2018 16:15 | Slovensko | 3:1 (1:0, 1:1, 1:0) | Francie | Royal Arena, Kodaň Návštěvnost: 5 855 |  |

| Zpráva                                                    |                                                           |                 |                          |                                                                       |
| Marek Čiliak                                              | Marek Čiliak                                              | Brankáři        | Florian Hardy            | Rozhodčí: Roman Gofman Antonín Jeřábek Čároví: René Jensen Jon Kilian |
| 05:37 David Bondra 22:03 David Buc 59:50 Michal Čajkovský | 05:37 David Bondra 22:03 David Buc 59:50 Michal Čajkovský | 1:0 2:0 2:1 3:1 | 33:39 Valentin Claireaux | Rozhodčí: Roman Gofman Antonín Jeřábek Čároví: René Jensen Jon Kilian |
| 2 min                                                     | 2 min                                                     | Tresty          | 8 min                    | Rozhodčí: Roman Gofman Antonín Jeřábek Čároví: René Jensen Jon Kilian |
| 21                                                        | 21                                                        | Střely          | 9                        | Rozhodčí: Roman Gofman Antonín Jeřábek Čároví: René Jensen Jon Kilian |

| 10. května 2018 20:15 | Česko | 4:3 PP (2:1, 1:2, 0:0 - 1:0) | Rusko | Royal Arena, Kodaň Návštěvnost: 12 490 |  |

| Zpráva | |                             | |                                                                          |
| David Rittich | David Rittich | Brankáři                    | Vasilij Košečkin | Rozhodčí: Iverson Brett Öhlund Linus Čároví: Davis Jake Vanoosten Nathan |
| 14:41 David Krejčí (Dmitrij Jaškin) 18:39 Dmitrij Jaškin (David Pastrňák) 24:17 David Pastrňák (David Krejčí) po prodloužení 63:23 David Pastrňák (David Krejčí, Filip Hronek) | 14:41 David Krejčí (Dmitrij Jaškin) 18:39 Dmitrij Jaškin (David Pastrňák) 24:17 David Pastrňák (David Krejčí) po prodloužení 63:23 David Pastrňák (David Krejčí, Filip Hronek) | 0:1 1:1 2:1 2:2 3:2 3:3 4:3 | 01:11 Nikita Něstěrov (Alexander Barabanov) 21:00 Michail Grigorenko (Pavel Bučněvič) 25:49 Alexander Barabanov (Nikita Zajcev) | Rozhodčí: Iverson Brett Öhlund Linus Čároví: Davis Jake Vanoosten Nathan |
| 6 min | 6 min | Tresty                      | 4 min | Rozhodčí: Iverson Brett Öhlund Linus Čároví: Davis Jake Vanoosten Nathan |
| 25 | 25 | Střely                      | 23 | Rozhodčí: Iverson Brett Öhlund Linus Čároví: Davis Jake Vanoosten Nathan |

| 11. května 2018 16:15 | Francie | 5:2 (2:1, 2:1, 1:0) | Rakousko | Royal Arena, Kodaň Návštěvnost: 5 780 |  |

| Zpráva | |                             | |                                                                                  |
| Florian Hardy | Florian Hardy | Brankáři                    | Bernhard Starkbaum | Rozhodčí: Jeřábek Antonín Reneau Stephen Čároví: Oliver Brian Otmakhov Alexander |
| 10:00 Damien Fleury (Stéphane Da Costa, Anthony Rech) 13:10 Sacha Treille (Alexandre Texier, Kévin Hecquefeuille) 34:11 Damien Fleury (Yohann Auvitu, Stéphane Da Costa) 37:49 Teddy Da Costa (Alexandre Texier, Hugo Gallet) 41:06 Sacha Treille (Alexandre Texier, Kévin Hecquefeuille) | 10:00 Damien Fleury (Stéphane Da Costa, Anthony Rech) 13:10 Sacha Treille (Alexandre Texier, Kévin Hecquefeuille) 34:11 Damien Fleury (Yohann Auvitu, Stéphane Da Costa) 37:49 Teddy Da Costa (Alexandre Texier, Hugo Gallet) 41:06 Sacha Treille (Alexandre Texier, Kévin Hecquefeuille) | 0:1 1:1 2:1 2:2 3:2 4:2 5:2 | 03:32 Thomas Hundertpfund (Dominique Heinrich, Martin Schumnig) 31:22 Michael Raffl (Dominique Heinrich, Konstantin Komarek) | Rozhodčí: Jeřábek Antonín Reneau Stephen Čároví: Oliver Brian Otmakhov Alexander |
| 12 min | 12 min | Tresty                      | 14 min | Rozhodčí: Jeřábek Antonín Reneau Stephen Čároví: Oliver Brian Otmakhov Alexander |
| 30 | 30 | Střely                      | 36 | Rozhodčí: Jeřábek Antonín Reneau Stephen Čároví: Oliver Brian Otmakhov Alexander |

| 11. května 2018 20:15 | Bělorusko | 0:3 (0:3, 0:0, 0:0) | Česko | Royal Arena, Kodaň Návštěvnost: 5 636 |  |

| Zpráva       |              |             | |                                                                                 |
| Vitalij Trus | Vitalij Trus | Brankáři    | Pavel Francouz | Rozhodčí: Gofman Roman Schukies Gordon Čároví: Kohlmüller Lukas Sormunnen Hannu |
|              |              | 0:1 0:2 0:3 | 08:13 Libor Šulák (David Krejčí) 15:53 Roman Horák (Tomáš Plekanec) 18:43 Michal Řepík (Roman Červenka, Michal Moravčík) | Rozhodčí: Gofman Roman Schukies Gordon Čároví: Kohlmüller Lukas Sormunnen Hannu |
| 14 min       | 14 min       | Tresty      | 4 min | Rozhodčí: Gofman Roman Schukies Gordon Čároví: Kohlmüller Lukas Sormunnen Hannu |
| 21           | 21           | Střely      | 33 | Rozhodčí: Gofman Roman Schukies Gordon Čároví: Kohlmüller Lukas Sormunnen Hannu |

| 12. května 2018 12:15 | Slovensko | 3:4 PP (1:2, 1:1, 1:0 - 0:1) | Švédsko | Royal Arena, Kodaň Návštěvnost: 12 490 |  |

| Zpráva                                                   |                                                          |                             |                                                                                        |                                                                             |
| Patrik Rybár                                             | Patrik Rybár                                             | Brankáři                    | Magnus Hellberg                                                                        | Rozhodčí: Iverson Brett Reneau Stephen Čároví: Jensen Rene Kohlmüller Lukas |
| 10:32 Tomáš Jurčo 36:40 Marek Ďaloga 46:54 Ladislav Nagy | 10:32 Tomáš Jurčo 36:40 Marek Ďaloga 46:54 Ladislav Nagy | 1:0 1:1 1:2 1:3 2:3 3:3 3:4 | 15:14 Dennis Everberg 18:06 Gustav Nyquist 24:53 Jacob de la Rose 64:18 Mika Zibanejad | Rozhodčí: Iverson Brett Reneau Stephen Čároví: Jensen Rene Kohlmüller Lukas |
| 8 min                                                    | 8 min                                                    | Tresty                      | 2 min                                                                                  | Rozhodčí: Iverson Brett Reneau Stephen Čároví: Jensen Rene Kohlmüller Lukas |
| 28                                                       | 28                                                       | Střely                      | 33                                                                                     | Rozhodčí: Iverson Brett Reneau Stephen Čároví: Jensen Rene Kohlmüller Lukas |

| 12. května 2018 16:15 | Rakousko | 4:0 (1:0, 3:0, 0:0) | Bělorusko | Royal Arena, Kodaň Návštěvnost: 7 370 |  |

| Zpráva                                                                                  |                                                                                         |                 |                                  |                                                                             |
| Bernhard Starkbaum                                                                      | Bernhard Starkbaum                                                                      | Brankáři        | Michail Karnauchov, Vitalij Trus | Rozhodčí: Linus Öhlund Aleksi Rantala Čároví: Brian Oliver Nathan Vanoosten |
| 04:14 Layne Viveiros 30:38 Konstantin Komarek 34:38 Michael Raffl 39:36 Dominic Zwerger | 04:14 Layne Viveiros 30:38 Konstantin Komarek 34:38 Michael Raffl 39:36 Dominic Zwerger | 1:0 2:0 3:0 4:0 |                                  | Rozhodčí: Linus Öhlund Aleksi Rantala Čároví: Brian Oliver Nathan Vanoosten |
| 10 min                                                                                  | 10 min                                                                                  | Tresty          | 8 min                            | Rozhodčí: Linus Öhlund Aleksi Rantala Čároví: Brian Oliver Nathan Vanoosten |
| 28                                                                                      | 28                                                                                      | Střely          | 34                               | Rozhodčí: Linus Öhlund Aleksi Rantala Čároví: Brian Oliver Nathan Vanoosten |

| 12. května 2018 20:15 | Rusko | 4:3 (0:0, 3:1, 1:2) | Švýcarsko | Royal Arena, Kodaň Návštěvnost: 12 366 |  |

| Zpráva | |                             | |                                                                     |
| Vasilij Košečkin | Vasilij Košečkin | Brankáři                    | Reto Berra | Rozhodčí: Jozef Kubuš Gordon Schukies Čároví: Jake Davis Jon Kilian |
| 22:22 Kirill Kaprizov (Pavel Dacjuk, Nikita Gusev) 27:47 Jevgenij Dadonov (Arťom Anisimov) 39:57 Nikita Něstěrov (Nikita Gusev, Pavel Dacjuk) 56:07 Michail Grigorenko (Arťom Anisimov, Vladislav Gavrikov) | 22:22 Kirill Kaprizov (Pavel Dacjuk, Nikita Gusev) 27:47 Jevgenij Dadonov (Arťom Anisimov) 39:57 Nikita Něstěrov (Nikita Gusev, Pavel Dacjuk) 56:07 Michail Grigorenko (Arťom Anisimov, Vladislav Gavrikov) | 1:0 1:1 2:1 3:1 3:2 4:2 4:3 | 26:35 Ramón Untersander (Dean Kukan, Enzo Corvi) 51:52 Sven Andrighetto (Timo Meier, Joel Vermin) 58:12 Gaëtan Haas (Sven Andrighetto, Nino Niederreiter) | Rozhodčí: Jozef Kubuš Gordon Schukies Čároví: Jake Davis Jon Kilian |
| 8 min | 8 min | Tresty                      | 8 min | Rozhodčí: Jozef Kubuš Gordon Schukies Čároví: Jake Davis Jon Kilian |
| 4 | 4 | Střely                      | 3 | Rozhodčí: Jozef Kubuš Gordon Schukies Čároví: Jake Davis Jon Kilian |

| 13. května 2018 16:15 | Francie | 0:6 (0:3, 0:2, 0:1) | Česko | Royal Arena, Kodaň Návštěvnost: 6 252 |  |

| Zpráva                          |                                 |                         | |                                                                        |
| RonanQuemener, Sebastian Ylönen | RonanQuemener, Sebastian Ylönen | Brankáři                | David Rittich | Rozhodčí: Jozef Kubuš Linus Öhlund Čároví: Jon Kilian Nathan Vanoosten |
|                                 |                                 | 0:1 0:2 0:3 0:4 0:5 0:6 | 03:41 David Pastrňák (David Krejčí) 07:58 David Pastrňák (Dmitrij Jaškin) 14:11 Dmitrij Jaškin (Jakub Krejčík) 21:37 Roman Horák (Dominik Kubalík, Libor Šulák 27:41 Roman Horák (Filip Chytil, David Sklenička 50:32 Martin Nečas (Jakub Krejčík, Adam Polášek) | Rozhodčí: Jozef Kubuš Linus Öhlund Čároví: Jon Kilian Nathan Vanoosten |
| 22 min                          | 22 min                          | Tresty                  | 4 min | Rozhodčí: Jozef Kubuš Linus Öhlund Čároví: Jon Kilian Nathan Vanoosten |
| 10                              | 10                              | Střely                  | 55 | Rozhodčí: Jozef Kubuš Linus Öhlund Čároví: Jon Kilian Nathan Vanoosten |

| 13. května 2018 20:15 | Švýcarsko | 3:5 (0:2, 1:1, 2:2) | Švédsko | Royal Arena, Kodaň Návštěvnost: 12 255 |  |

| Zpráva | |                                 | |                                                                                    |
| Leonardo Genoni | Leonardo Genoni | Brankáři                        | Anders Nilsson | Rozhodčí: Antonín Jeřábel Aleksi Rantala Čároví: Alexander Otmakhov Hannu Sormunen |
| 38:48 Ramon Untersander (Enzo Corvi) 44:26 Rafael Diaz (Kevin Fiala, Sven Andrighetto) 59:17 Dean Kukan (Ramon Untersander) | 38:48 Ramon Untersander (Enzo Corvi) 44:26 Rafael Diaz (Kevin Fiala, Sven Andrighetto) 59:17 Dean Kukan (Ramon Untersander) | 0:1 0:2 0:3 1:3 2:3 2:4 2:5 3:5 | 05:24 John Klingberg (Mika Zibanejad, Oliver Ekman-Larsson) 09:18 Patric Hornqvist (Elias Pettersson, Mikael Backlund) 21:14 Mikael Backlund (Hampus Lindholm) 52:59 Adam Larsson (Mikael Backlund) 56:42 Magnus Pääjärvi (Mikael Backlund) | Rozhodčí: Antonín Jeřábel Aleksi Rantala Čároví: Alexander Otmakhov Hannu Sormunen |
| 6 min | 6 min | Tresty                          | 8 min | Rozhodčí: Antonín Jeřábel Aleksi Rantala Čároví: Alexander Otmakhov Hannu Sormunen |
| 23 | 23 | Střely                          | 41 | Rozhodčí: Antonín Jeřábel Aleksi Rantala Čároví: Alexander Otmakhov Hannu Sormunen |

| 14. května 2018 16:15 | Rusko | 4:0 (2:0, 0:0, 2:0) | Slovensko | Royal Arena, Kodaň Návštěvnost: 7 732 |  |

| Zpráva | |                 |              |                                                                             |
| Igor Šesťjorkin | Igor Šesťjorkin | Brankáři        | Marek Čiliak | Rozhodčí: Mark Lemelin Aleksi Rantala Čároví: Lukas Kohlmüller Brian Oliver |
| 11:10 Maxim Mamin (Nikita Soshnikov) 16:50 Nikita Gusev (Pavel Dacjuk, Nikita Zajcev) 58:49 Maxim Šalunov (Nikita Soshnikov) 59:44 Ilja Michejev (Alexander Barabanov, Maxim Šalunov) | 11:10 Maxim Mamin (Nikita Soshnikov) 16:50 Nikita Gusev (Pavel Dacjuk, Nikita Zajcev) 58:49 Maxim Šalunov (Nikita Soshnikov) 59:44 Ilja Michejev (Alexander Barabanov, Maxim Šalunov) | 1:0 2:0 3:0 4:0 |              | Rozhodčí: Mark Lemelin Aleksi Rantala Čároví: Lukas Kohlmüller Brian Oliver |
| 6 min | 6 min | Tresty          | 6 min        | Rozhodčí: Mark Lemelin Aleksi Rantala Čároví: Lukas Kohlmüller Brian Oliver |
| 36 | 36 | Střely          | 23           | Rozhodčí: Mark Lemelin Aleksi Rantala Čároví: Lukas Kohlmüller Brian Oliver |

| 14. května 2018 20:15 | Česko | 4:3 (2:1, 1:0, 1:2) | Rakousko | Royal Arena, Kodaň Návštěvnost: 3 843 |  |

| Zpráva | |                             | |                                                                                    |
| Pavel Francouz | Pavel Francouz | Brankáři                    | David Kickert | Rozhodčí: Konstantin Olenin Gordon Schukies Čároví: Rene Jensen Alexander Otmakhov |
| 00:31 Tomáš Hyka (Dominik Kubalík, Libor Šulák) 02:27 Filip Chytil (Jakub Krejčík) 25:46 Dominik Kubalík (Tomáš Hyka, Martin Nečas) 49:51 Tomáš Hyka (Radek Faksa, Dominik Kubalík) | 00:31 Tomáš Hyka (Dominik Kubalík, Libor Šulák) 02:27 Filip Chytil (Jakub Krejčík) 25:46 Dominik Kubalík (Tomáš Hyka, Martin Nečas) 49:51 Tomáš Hyka (Radek Faksa, Dominik Kubalík) | 1:0 2:0 2:1 3:1 4:1 4:2 4:3 | 17:45 Konstantin Komarek (Fabio Hofer) 50:53 Michael Raffl (Clemens Unterweger, Lukas Haudum) 57:18 Michael Raffl (Konstantin Komarek, Martin Schumnig) | Rozhodčí: Konstantin Olenin Gordon Schukies Čároví: Rene Jensen Alexander Otmakhov |
| 8 min | 8 min | Tresty                      | 4 min | Rozhodčí: Konstantin Olenin Gordon Schukies Čároví: Rene Jensen Alexander Otmakhov |
| 39 | 39 | Střely                      | 27 | Rozhodčí: Konstantin Olenin Gordon Schukies Čároví: Rene Jensen Alexander Otmakhov |

| 15. května 2018 12:15 | Švýcarsko | 5:1 (2:0, 1:0, 2:1) | Francie | Royal Arena, Kodaň Návštěvnost: 6 573 |  |

| Zpráva | |                         |                                                                |                                                                            |
| Leonardo Genoni | Leonardo Genoni | Brankáři                | Florian Hardy                                                  | Rozhodčí: Konstantin Olenin Gordon Schukies Čároví: Jake Davis Rene Jensen |
| 12:21 Gregory Hofmann (Gaetan Haas, Mirco Muller) 15:09 Enzo Corvi (Nino Niederreiter, Timo Meier) 37:12 RamonUntersander (Roman Josi, Enzo Corvi) 42:21 Kevin Fiala (Gaetan Haas, Michael Fora) 53:46 Simon Moser (Joel Vermin, Mirco Muller) | 12:21 Gregory Hofmann (Gaetan Haas, Mirco Muller) 15:09 Enzo Corvi (Nino Niederreiter, Timo Meier) 37:12 RamonUntersander (Roman Josi, Enzo Corvi) 42:21 Kevin Fiala (Gaetan Haas, Michael Fora) 53:46 Simon Moser (Joel Vermin, Mirco Muller) | 1:0 2:0 3:0 4:0 4:1 5:1 | 43:10 Guillaume Leclerc (Florian Chakiachvili, Jordann Perret) | Rozhodčí: Konstantin Olenin Gordon Schukies Čároví: Jake Davis Rene Jensen |
| 8 min | 8 min | Tresty                  | 8 min                                                          | Rozhodčí: Konstantin Olenin Gordon Schukies Čároví: Jake Davis Rene Jensen |
| 34 | 34 | Střely                  | 20                                                             | Rozhodčí: Konstantin Olenin Gordon Schukies Čároví: Jake Davis Rene Jensen |

| 15. května 2018 16:15 | Bělorusko | 4:7 (0:2, 2:0, 2:5) | Slovensko | Royal Arena, Kodaň Návštěvnost: 4 857 |  |

| Zpráva | |          | |                                                                   |
| Vitalij Trus | Vitalij Trus | Brankáři | Patrik Rybár, Marek Čiliak | Rozhodčí: Jan Hribik Mark Lemelin Čároví: Jon Kilian Brian Oliver |
| 32:24 Alexnader Kitarov (Sergej Drozd, Stepan Falkovsky) 35:00 Charles Linglet (Artyom Levsha, Geoff Platt) 48:37 Evgeni Kovyrshin (Maxim Sushko, Alexander Pavlovich) 50:18 Pavel Vorobey (Yegor Sharangovich, Geoff Platt) | 32:24 Alexnader Kitarov (Sergej Drozd, Stepan Falkovsky) 35:00 Charles Linglet (Artyom Levsha, Geoff Platt) 48:37 Evgeni Kovyrshin (Maxim Sushko, Alexander Pavlovich) 50:18 Pavel Vorobey (Yegor Sharangovich, Geoff Platt) |          | 00:18 Martin Bakoš (Ladislav Nagy, Andrej Sekera) 10:07 Tomáš Jurčo (Martin Bakoš, Ladislav NAGY) 47:53 Martin Bakoš (Ladislav Nagy) 51:17 Tomáš Jurčo (Martin Bakoš, Ladislav Nagy) 54:57 Marek Hovorka (Michal Krištof) 55:48 Marek Ďaloga TS 59:42 Michal Krištof (Tomáš Jurčo, Ladislav Nagy) | Rozhodčí: Jan Hribik Mark Lemelin Čároví: Jon Kilian Brian Oliver |
| 8 min | 8 min | Tresty   | 12 min | Rozhodčí: Jan Hribik Mark Lemelin Čároví: Jon Kilian Brian Oliver |
| 24 | 24 | Střely   | 46 | Rozhodčí: Jan Hribik Mark Lemelin Čároví: Jon Kilian Brian Oliver |

| 15. května 2018 20:15 | Rusko | 1:3 (1:0,0:2,0:1) | Švédsko | Royal Arena, Kodaň Návštěvnost: 12490 |  |

| Zpráva                |                       |                 | |                                                                              |
| Vasilij Košečkin      | Vasilij Košečkin      | Brankáři        | Anders Nilsson | Rozhodčí: Oliver Gouin Timothy Mayer Čároví: Hannu Sormunen Nathan Vanoosten |
| 02:44 Kirill Kaprizov | 02:44 Kirill Kaprizov | 1:0 1:1 1:2 1:3 | 29:27 Mika Zibanejad (Oliver Ekman-Larsson, Gustav Nyquist) 36:04 Rickard Rakell (Mika Zibanejad, Mattias Janmark) 58:55 Mattias Ekholm (Anders Nilsson) | Rozhodčí: Oliver Gouin Timothy Mayer Čároví: Hannu Sormunen Nathan Vanoosten |
| 4 min                 | 4 min                 | Tresty          | 14 min | Rozhodčí: Oliver Gouin Timothy Mayer Čároví: Hannu Sormunen Nathan Vanoosten |
| 31                    | 31                    | Střely          | 29 | Rozhodčí: Oliver Gouin Timothy Mayer Čároví: Hannu Sormunen Nathan Vanoosten |

### Skupina B – Herning

#### Tabulka
|  | Týmy postupující do čtvrtfinále |
|  | Tým sestupující do Divize 1     |

| Poř. | Tým         | Z | V | VP | PP | P | GV | GI | +/- | B  |
| ---- | ----------- | - | - | -- | -- | - | -- | -- | --- | -- |
| 1.   | Finsko      | 7 | 5 | 0  | 1  | 1 | 38 | 11 | +27 | 16 |
| 2.   | USA         | 7 | 4 | 2  | 0  | 1 | 39 | 16 | +23 | 16 |
| 3.   | Kanada      | 7 | 4 | 1  | 1  | 1 | 32 | 12 | +20 | 15 |
| 4.   | Lotyšsko    | 7 | 3 | 1  | 2  | 1 | 16 | 16 | 0   | 13 |
| 5.   | Dánsko      | 7 | 3 | 1  | 0  | 3 | 13 | 17 | -4  | 11 |
| 6.   | Německo     | 7 | 1 | 1  | 2  | 3 | 16 | 20 | -1  | 7  |
| 7.   | Norsko      | 7 | 1 | 1  | 1  | 4 | 13 | 31 | -18 | 6  |
| 8.   | Jižní Korea | 7 | 0 | 0  | 0  | 7 | 4  | 48 | -44 | 0  |

#### Zápasy
| 4. května 2018 16:15 | USA | 5:4 SN (1:2, 2:1, 1:1 - 0:0) | Kanada | Jyske Bank Boxen, Herning Návštěvnost: 9 632 |  |

| Zpráva | |                                     | |                                                                                   |
| Keith Kinkaid | Keith Kinkaid | Brankáři                            | Darcy Keumper | Rozhodčí: Antonín Jeřábek Linus Ohlund Čároví: Lukas Kohlmüller Alexandr Otmachov |
| 13:59 Anders Lee (Tage Thompson, Alex DeBrincat) 20:43 Dylan Larkin (Chris Kreider, Jordan Oesterle) 30:00 Johnny Gaudreau (Patrick Kane, Blake Coleman) 43:27 Dylan Larkin (Chris Kreider) 65:00 Cam Atkinson (rozhodující nájezd) | 13:59 Anders Lee (Tage Thompson, Alex DeBrincat) 20:43 Dylan Larkin (Chris Kreider, Jordan Oesterle) 30:00 Johnny Gaudreau (Patrick Kane, Blake Coleman) 43:27 Dylan Larkin (Chris Kreider) 65:00 Cam Atkinson (rozhodující nájezd) | 0:1 0:2 1:2 2:2 3:2 3:3 4:3 4:4 5:4 | 00:47 Pierre-Luc Dubois (Bo Horvat) 12:23 Ryan O'Reilly (Josh Bailey) 37:53 Anthony Beauvillier (Aaron Ekblad, Mathew Barzal) 50:48 Colton Parayko (Connor McDavid) | Rozhodčí: Antonín Jeřábek Linus Ohlund Čároví: Lukas Kohlmüller Alexandr Otmachov |
| 6 min | 6 min | Tresty                              | 6 min | Rozhodčí: Antonín Jeřábek Linus Ohlund Čároví: Lukas Kohlmüller Alexandr Otmachov |
| 24 | 24 | Střely                              | 44 | Rozhodčí: Antonín Jeřábek Linus Ohlund Čároví: Lukas Kohlmüller Alexandr Otmachov |

| 4. května 2018 20:15 | Německo | 2:3 SN (0:0, 1:2, 1:0 - 0:0) | Dánsko | Jyske Bank Boxen, Herning Návštěvnost: 9 982 |  |

| Zpráva                                                                               |                                                                                      |                     | |                                                                        |
| Timo Pielmeier                                                                       | Timo Pielmeier                                                                       | Brankáři            | Frederik Andersen | Rozhodčí: Jozef Kubuš Aleksi Rantala Čároví: Jake Davis Hannu Sormunen |
| 32:12 Leon Draisaitl (Yasin Ehliz) 50:43 Yasin Ehliz (Leon Draisaitl, Moritz Müller) | 32:12 Leon Draisaitl (Yasin Ehliz) 50:43 Yasin Ehliz (Leon Draisaitl, Moritz Müller) | 0:1 1:1 1:2 2:2 2:3 | 28:44 Jesper Jensen (Jesper B. Jensen, Frans Nielsen) 35:17 Frederik Storm (Nichlas Hardt, Philip Larsen) 65:00 Frans Nielsen (rozhodující nájezd) | Rozhodčí: Jozef Kubuš Aleksi Rantala Čároví: Jake Davis Hannu Sormunen |
| 8 min                                                                                | 8 min                                                                                | Tresty              | 4 min | Rozhodčí: Jozef Kubuš Aleksi Rantala Čároví: Jake Davis Hannu Sormunen |
| 37                                                                                   | 37                                                                                   | Střely              | 29 | Rozhodčí: Jozef Kubuš Aleksi Rantala Čároví: Jake Davis Hannu Sormunen |

| 5. května 2018 12:15 | Norsko | 2:3 PP (2:0, 0:1, 0:1 - 0:1) | Lotyšsko | Jyske Bank Boxen, Herning Návštěvnost: 8 441 |  |

| Zpráva                                                                                            |                                                                                                   |                     | |                                                                        |
| Lars Haugen                                                                                       | Lars Haugen                                                                                       | Brankáři            | Elvis Merzlikins | Rozhodčí: Jozef Kubuš Roman Gofman Čároví: Nathan Vanoosten Jake Davis |
| 08:14 Anders Bastiansen (Mathias Trettenes, Jonas Holös) 12:16 Alexander Bonsaksen (Mathis Olimb) | 08:14 Anders Bastiansen (Mathias Trettenes, Jonas Holös) 12:16 Alexander Bonsaksen (Mathis Olimb) | 1:0 2:0 2:1 2:2 2:3 | 26:20 Rudolfs Balcers (Kristaps Sotnieks) 51:04 Rodrigo Ābols (Martins Karsums, Mikelis Redlihs) 60:24 Rudolfs Balcers (Andris Džerinš) | Rozhodčí: Jozef Kubuš Roman Gofman Čároví: Nathan Vanoosten Jake Davis |
| 2 min                                                                                             | 2 min                                                                                             | Tresty              | 6 min | Rozhodčí: Jozef Kubuš Roman Gofman Čároví: Nathan Vanoosten Jake Davis |
| 15                                                                                                | 15                                                                                                | Střely              | 21 | Rozhodčí: Jozef Kubuš Roman Gofman Čároví: Nathan Vanoosten Jake Davis |

| 5. května 2018 16:15 | Finsko | 8:1 (2:0, 3:1, 3:0) | Jižní Korea | Jyske Bank Boxen, Herning Návštěvnost: 8 930 |  |

| Zpráva | |                                     |                                      |                                                                           |
| Hari Säteri | Hari Säteri | Brankáři                            | Mike Dalton                          | Rozhodčí: Antonín Jeřábek Stephen Reneau Čároví: Rene Jensen Brian Oliver |
| 03:41 Sebastian Aho (Teuvo Teräväinen, Juuso Riikola) 05:55 Teuvo Teräväinen (Sebastian Aho) 28:46 Sebastian Aho (Mikko Rantanen, Teuvo Teräväinen) 32:21 Veli-Matti Savinaine (Sebastian Aho, Teuvo Teräväinen) 38:52 Markus Nutivaara (Janne Pesonen) 46:01 Saku Mäenalanen (Jane Pesonen, Marko Anttila) 47:16 Kasperi Kapanen (Mikko Rantanen) 53:51 Janne Pesonen (Saku Mäenalanen, Marko Anttila) | 03:41 Sebastian Aho (Teuvo Teräväinen, Juuso Riikola) 05:55 Teuvo Teräväinen (Sebastian Aho) 28:46 Sebastian Aho (Mikko Rantanen, Teuvo Teräväinen) 32:21 Veli-Matti Savinaine (Sebastian Aho, Teuvo Teräväinen) 38:52 Markus Nutivaara (Janne Pesonen) 46:01 Saku Mäenalanen (Jane Pesonen, Marko Anttila) 47:16 Kasperi Kapanen (Mikko Rantanen) 53:51 Janne Pesonen (Saku Mäenalanen, Marko Anttila) | 1:0 2:0 3:0 4:0 4:1 5:1 6:1 7:1 8:1 | 33:00 Michael Swift (Brock Radunske) | Rozhodčí: Antonín Jeřábek Stephen Reneau Čároví: Rene Jensen Brian Oliver |
| 8 min | 8 min | Tresty                              | 6 min                                | Rozhodčí: Antonín Jeřábek Stephen Reneau Čároví: Rene Jensen Brian Oliver |
| 45 | 45 | Střely                              | 9                                    | Rozhodčí: Antonín Jeřábek Stephen Reneau Čároví: Rene Jensen Brian Oliver |

| 5. května 2018 20:15 | Dánsko | 0:4 (0:1, 0:2, 0:1) | USA | Jyske Bank Boxen, Herning Návštěvnost: 10 800 |  |

| Zpráva            |                   |                 | |                                                                           |
| Frederik Andersen | Frederik Andersen | Brankáři        | Keith Kinkaid | Rozhodčí: Brett Iverson Gordon Schukies Čároví: Jon Kilian Hannu Sormunen |
|                   |                   | 0:1 0:2 0:3 0:4 | 16:06 Will Butcher (Johnny Gaudreau) 22:42 Chris Kreider (Derek Ryan, Quinn Hughes) 29:14 Cam Atkinson (Chris Kreider, Nick Jensen) 54:11 Nick Jensen (Will Butcher, Patrick Kane) | Rozhodčí: Brett Iverson Gordon Schukies Čároví: Jon Kilian Hannu Sormunen |
| 6 min             | 6 min             | Tresty          | 8 min | Rozhodčí: Brett Iverson Gordon Schukies Čároví: Jon Kilian Hannu Sormunen |
| 20                | 20                | Střely          | 43 | Rozhodčí: Brett Iverson Gordon Schukies Čároví: Jon Kilian Hannu Sormunen |

| 6. května 2018 12:15 | Jižní Korea | 0:10 (0:2, 0:6, 0:2) | Kanada | Jyske Bank Boxen, Herning Návštěvnost: 3 902 |  |

| Zpráva                   |                          |                                          | |                                                                       |
| Matt Dalton, Sungje Park | Matt Dalton, Sungje Park | Brankáři                                 | Curtis McElhinney | Rozhodčí: Roman Gofman Aleksi Rantala Čároví: Jon Kilian Brian Oliver |
|                          |                          | 0:1 0:2 0:3 0:4 0:5 0:6 0:7 0:8 0:9 0:10 | 08:41 Ryan Nugent-Hopkins, (Jaden Schwartz, Connor McDavid) 17:16 Tyson Jost (Jordan Eberle, Mathew Barzal) 21:07 Colton Parayko (Connor McDavid, Aaron Ekblad) 21:57 Ryan O'Reilly (Mathew Barzal) 22:32 Pierre-Luc Dubois (Joel Edmundson, Jean-Gabriel Pageau) 27:33 Brayden Schenn (Aaron Ekblad, Josh Bailey) 36:24 Tyson Jost (Bo Horvat, Pierre-Luc Dubois) 36:42 Joel Edmundson (Mathew Barzal, Anthony Beauvilier) 44:40 Connor McDavid (Ryan Pulock, Pierre-Luc Dubois) 48:55 Jordan Eberle (Joel Edmundson, Tyson Jost) | Rozhodčí: Roman Gofman Aleksi Rantala Čároví: Jon Kilian Brian Oliver |
| 10 min                   | 10 min                   | Tresty                                   | 6 min | Rozhodčí: Roman Gofman Aleksi Rantala Čároví: Jon Kilian Brian Oliver |
| 25                       | 25                       | Střely                                   | 50 | Rozhodčí: Roman Gofman Aleksi Rantala Čároví: Jon Kilian Brian Oliver |

| 6. května 2018 16:15 | Německo | 4:5 SN (2:2, 1:1, 1:1 - 0:0) | Norsko | Jyske Bank Boxen, Herning Návštěvnost: 5 491 |  |

| Zpráva | |                                     | |                                                                                   |
| Timo Pielmeir | Timo Pielmeir | Brankáři                            | Henrik Haukeland | Rozhodčí: Brett Iverson Stephen Reneau Čároví: Alexandr Otmachov Nathan Vanoosten |
| 14:30 Patrick Hager (Leon Draisaitl, Matthias Plachta) 18:41 Marc Michaelis (Marcel Noebels, Jonas Müller) 27:31 Patrick Hager (Leon Draisaitl) 50:38 Yannic Seidenberg (Matthias Plachta, Leon Draisaitl) | 14:30 Patrick Hager (Leon Draisaitl, Matthias Plachta) 18:41 Marc Michaelis (Marcel Noebels, Jonas Müller) 27:31 Patrick Hager (Leon Draisaitl) 50:38 Yannic Seidenberg (Matthias Plachta, Leon Draisaitl) | 0:1 0:2 1:2 2:2 2:3 3:3 3:4 4:4 4:5 | 01:41 Ken André Olimb 07:31 Thomas Valkve Olsen (Tobias Lindström, Mathias Olimb) 21:36 Anders Bastiansen (Thomas Valkvae Olsen, Eirik Salsten) 50:13 Daniel Sörvik 65:00 Mathias Trettenes (rozhodující nájezd) | Rozhodčí: Brett Iverson Stephen Reneau Čároví: Alexandr Otmachov Nathan Vanoosten |
| 8 min | 8 min | Tresty                              | 12 min | Rozhodčí: Brett Iverson Stephen Reneau Čároví: Alexandr Otmachov Nathan Vanoosten |
| 44 | 44 | Střely                              | 37 | Rozhodčí: Brett Iverson Stephen Reneau Čároví: Alexandr Otmachov Nathan Vanoosten |

| 6. května 2018 20:15 | Lotyšsko | 1:8 (0:3, 0:2, 1:3) | Finsko | Jyske Bank Boxen, Herning Návštěvnost: 6 174 |  |

| Zpráva                                 |                                        |                                     | |                                                                             |
| Kristers Gudlevskis                    | Kristers Gudlevskis                    | Brankáři                            | Ville Husso | Rozhodčí: Ohlund Linus Schukies Gordon Čároví: Jensen Rene Kohlmüller Lukas |
| 51: 38 Rihards Bukarts (Uvis Balinskis | 51: 38 Rihards Bukarts (Uvis Balinskis | 0:1 0:2 0:3 0:4 0:5 0:6 0:7 0:8 1:8 | 01:24 Sebastian Aho (Veli-Matti Savinainen) 07:44 Veli-Matti Savinainen (Miro Heiskanen, Sebastian Aho) 17:16 Antti Suomela 27:31 Sebastian Aho 34:49 Veli-Matti Savinainen (Teuvo Teräväinen, Sebastian Aho) 46:29 Teuvo Teräväinen (Mikko Rantanen, Mikael Granlund) 47:28 Mikko Rantanen (Sebastian Aho, Teuvo Teräväinen) 51:10 Teuvo Teräväinen (Markus Nutivaara, Sebastian Aho) | Rozhodčí: Ohlund Linus Schukies Gordon Čároví: Jensen Rene Kohlmüller Lukas |
| 10 min                                 | 10 min                                 | Tresty                              | 10 min | Rozhodčí: Ohlund Linus Schukies Gordon Čároví: Jensen Rene Kohlmüller Lukas |
| 19                                     | 19                                     | Střely                              | 29 | Rozhodčí: Ohlund Linus Schukies Gordon Čároví: Jensen Rene Kohlmüller Lukas |

| 7. května 2018 16:15 | USA | 3:0 (0:0, 2:0, 1:0) | Německo | Jyske Bank Boxen, Herning Návštěvnost: 10 301 |  |

| Zpráva |               |          |                |                                                                                    |
| Keith Kinkaid | Keith Kinkaid | Brankáři | Niklas Treutle | Rozhodčí: Jeřábek Antonín Rantala Aleksi Čároví: Otmakhov Alexander Sormunen Hannu |
| 30:02 Patrick Kane (Johnny Gaudreau, Cam Atkinson) 32:07 Derek Ryan (Patrick Kane, Quinn Hughes) 50:38 Alex DeBrincat (Patrick Kane) |               |          |                | Rozhodčí: Jeřábek Antonín Rantala Aleksi Čároví: Otmakhov Alexander Sormunen Hannu |
| 8 min | 8 min         | Tresty   | 12 min         | Rozhodčí: Jeřábek Antonín Rantala Aleksi Čároví: Otmakhov Alexander Sormunen Hannu |
| 36 | 36            | Střely   | 24             | Rozhodčí: Jeřábek Antonín Rantala Aleksi Čároví: Otmakhov Alexander Sormunen Hannu |

| 7. května 2018 20:15 | Kanada | 7:1 (2:0, 3:0, 2:1) | Dánsko | Jyske Bank Boxen, Herning Návštěvnost: 10 800 |  |

| Zpráva | |          |                                        |                                                                        |
| Curtis McElhinney | Curtis McElhinney | Brankáři | Sebastian Dahm                         | Rozhodčí: Kubuš Jozef Öhlund Linus Čároví: Davis Jake Kohlmüller Lukas |
| 08:25 Josh Bailey (Mathew Barzal, Brayden Schenn) 11:57 Aaron Ekblad (Connor McDavid, Jaden Schwartz) 24:16 Jordan Eberle (Connor McDavid, Colton Parayko) 26:53 Ryan O'Reilly (Josh Bailey, Brayden Schenn) 27:17 Ryan Nugent-Hopkins 46:43 Ryan Nugent-Hopkins (Connor McDavid, Thomas Chabot) 58:10 Tyson Jost (Darnell Nurse, Mathew Barzal) | 08:25 Josh Bailey (Mathew Barzal, Brayden Schenn) 11:57 Aaron Ekblad (Connor McDavid, Jaden Schwartz) 24:16 Jordan Eberle (Connor McDavid, Colton Parayko) 26:53 Ryan O'Reilly (Josh Bailey, Brayden Schenn) 27:17 Ryan Nugent-Hopkins 46:43 Ryan Nugent-Hopkins (Connor McDavid, Thomas Chabot) 58:10 Tyson Jost (Darnell Nurse, Mathew Barzal) |          | 51:53 Jesper Jensen (Oliver Lauridsen) | Rozhodčí: Kubuš Jozef Öhlund Linus Čároví: Davis Jake Kohlmüller Lukas |
| 6 min | 6 min | Tresty   | 6 min                                  | Rozhodčí: Kubuš Jozef Öhlund Linus Čároví: Davis Jake Kohlmüller Lukas |
| 31 | 31 | Střely   | 15                                     | Rozhodčí: Kubuš Jozef Öhlund Linus Čároví: Davis Jake Kohlmüller Lukas |

| 8. května 2018 16:15 | Jižní Korea | 0:5 (0:2, 0:1, 0:2) | Lotyšsko | Jyske Bank Boxen, Herning Návštěvnost: 5 227 |  |

| Zpráva      |             |          | |                                                                          |
| Matt Dalton | Matt Dalton | Brankáři | Elvis Merzļikins | Rozhodčí: Lemelin Mark Mayer Timothy Čároví: Kilian Jon Vanoosted Nathan |
|             |             |          | 11:46 Gints Meija (Kristiāns Rubīn) 18:45 Ronalds Ķēniņš (Rūdolfs Balcers, Rodrigo Ābols) 28:22 Roberts Bukarts (Mārtiņš Karsums, Kristaps Sotnieks) 41:33 Rūdolfs Balcers (Miks Indrašis, Rodrigo Ābols) 59:59 Roberts Bukarts (Rodrigo Ābols, Miks Indrašis) | Rozhodčí: Lemelin Mark Mayer Timothy Čároví: Kilian Jon Vanoosted Nathan |
| 18 min      | 18 min      | Tresty   | 4 min | Rozhodčí: Lemelin Mark Mayer Timothy Čároví: Kilian Jon Vanoosted Nathan |
| 16          | 16          | Střely   | 38 | Rozhodčí: Lemelin Mark Mayer Timothy Čároví: Kilian Jon Vanoosted Nathan |

| 8. května 2018 20:15 | Finsko | 7:0 (2:0, 4:0, 1:0) | Norsko | Jyske Bank Boxen, Herning Návštěvnost: 4 617 |  |

| Zpráva |              |          |                                |                                                                           |
| Harri Säteri | Harri Säteri | Brankáři | Lars Haugen a Henrik Haukeland | Rozhodčí: Gouin Oliver Olenin Konstantin Čároví: Jensen Rene Oliver Brian |
| 04:03 Veli-Matti Savinainen (Sebastian Aho, Markus Nutivaara) 07:13 Marko Anttila 21:01 Teuvo Teräväinen (Mikael Granlund, Miika Koivisto) 23:41 Kasperi Kapanen (Miro Heiskanen, Mikko Rantanen) 38:18 Markus Nutivaara (Mikko Rantanen, Mikael Granlund) 39:45 Mikael Granlund (Teuvo Teräväinen, Julius Honka) 57:45 Saku Mäenalanen (Sakari Manninen) |              |          |                                | Rozhodčí: Gouin Oliver Olenin Konstantin Čároví: Jensen Rene Oliver Brian |
| 8 min | 8 min        | Tresty   | 8 min                          | Rozhodčí: Gouin Oliver Olenin Konstantin Čároví: Jensen Rene Oliver Brian |
| 34 | 34           | Střely   | 10                             | Rozhodčí: Gouin Oliver Olenin Konstantin Čároví: Jensen Rene Oliver Brian |

| 9. května 2018 16:15 | Německo | 6:1 (1:0, 3:0, 2:1) | Jižní Korea | Jyske Bank Boxen, Herning Návštěvnost: 7 092 |  |

| Zpráva | |          |                                  |                                                                               |
| Niklas Treutle | Niklas Treutle | Brankáři | Matt Dalton                      | Rozhodčí: Hribik Jan Kaukokari Mikko Čároví: Lhotský Miroslav Suominen Sakari |
| 10:02 Leon Draisaitl (Matthias Plachta, Yannic Seidenberg) 20:41 Yasin Ehliz (Matthias Plachta, Yannic Seidenberg) 29:27 Patrick Hager (Korbinian Holzer, Leon Draisaitl ) 34:42 Frederik Tiffels (Marc Michaelis) 48:37 Yasin Ehliz (Dominik Kahun, Leon Draisaitl ) 52:33 Yannic Seidenberg (Matthias Plachta) | 10:02 Leon Draisaitl (Matthias Plachta, Yannic Seidenberg) 20:41 Yasin Ehliz (Matthias Plachta, Yannic Seidenberg) 29:27 Patrick Hager (Korbinian Holzer, Leon Draisaitl ) 34:42 Frederik Tiffels (Marc Michaelis) 48:37 Yasin Ehliz (Dominik Kahun, Leon Draisaitl ) 52:33 Yannic Seidenberg (Matthias Plachta) |          | 57:01 Brock Radunske (Čin-hi an) | Rozhodčí: Hribik Jan Kaukokari Mikko Čároví: Lhotský Miroslav Suominen Sakari |
| 28 min | 28 min | Tresty   | 18 min                           | Rozhodčí: Hribik Jan Kaukokari Mikko Čároví: Lhotský Miroslav Suominen Sakari |
| 42 | 42 | Střely   | 26                               | Rozhodčí: Hribik Jan Kaukokari Mikko Čároví: Lhotský Miroslav Suominen Sakari |

| 9. května 2018 20:15 | Finsko | 2:3 (0:0, 1:2, 1:1) | Dánsko | Jyske Bank Boxen, Herning Návštěvnost: 10 800 |  |

| Zpráva | |          | |                                                                           |
| Ville Husso | Ville Husso | Brankáři | Frederik Andersen | Rozhodčí: Mayer Timothy Wehrli Tobias Čároví: McCrank Dustin Šefčík Peter |
| 34:33 Sebastian Aho (Teuvo Teräväinen, Mikael Granlund) 55:50 Mikael Granlund (Miika Koivisto, Markus Nutivaara) | 34:33 Sebastian Aho (Teuvo Teräväinen, Mikael Granlund) 55:50 Mikael Granlund (Miika Koivisto, Markus Nutivaara) |          | 32:28 Frans Nielsen (Jesper Jensen, Mikkel Boedker) 37:10 Oliver Bjorkstrand (Mikkel Bødker, Oliver Lauridsen) 58:01 Nichlas Hardt (Mikkel Bødker, Frans Nielsen) | Rozhodčí: Mayer Timothy Wehrli Tobias Čároví: McCrank Dustin Šefčík Peter |
| 12 min | 12 min | Tresty   | 10 min | Rozhodčí: Mayer Timothy Wehrli Tobias Čároví: McCrank Dustin Šefčík Peter |
| 35 | 35 | Střely   | 17 | Rozhodčí: Mayer Timothy Wehrli Tobias Čároví: McCrank Dustin Šefčík Peter |

| 10. května 2018 16:15 | USA | 3:2 PP (1:1, 1:1, 0:0 - 1:0) | Lotyšsko | Jyske Bank Boxen, Herning Návštěvnost: 5 215 |  |

| Zpráva | |          | |                                                                                  |
| Keith Kinkaid | Keith Kinkaid | Brankáři | Elvis Merzļikins | Rozhodčí: Gouin Oliver Olenin Konstantin Čároví: Golyak Dmitry Malmqvist Andreas |
| 11:39 Chris Kreider (Alex DeBrincat, Dylan Larkin) 37:38 Colin White (Alex DeBrincat, Patrick Kane) 61:23 Cam Atkinson (Johnny Gaudreau, Patrick Kane) | 11:39 Chris Kreider (Alex DeBrincat, Dylan Larkin) 37:38 Colin White (Alex DeBrincat, Patrick Kane) 61:23 Cam Atkinson (Johnny Gaudreau, Patrick Kane) |          | 17:52 Uvis Jānis Balinskis (Teodors Blugers, Rihards Bukarts) 23:20 Andris Džeriņš (Miks Indrašis, Roberts Bukarts) | Rozhodčí: Gouin Oliver Olenin Konstantin Čároví: Golyak Dmitry Malmqvist Andreas |
| 12 min | 12 min | Tresty   | 16 min | Rozhodčí: Gouin Oliver Olenin Konstantin Čároví: Golyak Dmitry Malmqvist Andreas |
| 33 | 33 | Střely   | 19 | Rozhodčí: Gouin Oliver Olenin Konstantin Čároví: Golyak Dmitry Malmqvist Andreas |

| 10. května 2018 20:15 | Norsko | 0:5 (0:3, 0:1, 0:1) | Kanada | Jyske Bank Boxen, Herning Návštěvnost: 5 139 |  |

| Zpráva      |             |          |                                                                                                |                                                                           |
| Lars Haugen | Lars Haugen | Brankáři | Curtis McElhinney, Darcy Kuemper                                                               | Rozhodčí: Kaukokari Mikko Lemelin Mark Čároví: Fluri Nicolas Lazarev Gleb |
|             |             |          | 01:23 Connor McDavid 12:49 Bo Horvat 15:41 Connor McDavid 28:03 Connor McDavid 42:24 Bo Horvat | Rozhodčí: Kaukokari Mikko Lemelin Mark Čároví: Fluri Nicolas Lazarev Gleb |
| 22 min      | 22 min      | Tresty   | 16 min                                                                                         | Rozhodčí: Kaukokari Mikko Lemelin Mark Čároví: Fluri Nicolas Lazarev Gleb |
| 10          | 10          | Střely   | 33                                                                                             | Rozhodčí: Kaukokari Mikko Lemelin Mark Čároví: Fluri Nicolas Lazarev Gleb |

| 11. května 2018 16:15 | Dánsko | 3:0 (1:0, 2:0, 0:0) | Norsko | Jyske Bank Boxen, Herning Návštěvnost: 10 800 |  |

| Zpráva |                   |          |                  |                                                                        |
| Frederik Andersen | Frederik Andersen | Brankáři | Henrik Haukeland | Rozhodčí: Hribik Jan Mayer Timothy Čároví: McCrank Dustin Šefčík Peter |
| 19:13 Nicklas Jensen (Philip Larsen, Peter Regin) 26:17 Nicklas Jensen (Philip Larsen, Oliver Bjorkstrand) 33:58 Frederik Storm (Mikkel Bødker, Jesper Jensen Aabo) |                   |          |                  | Rozhodčí: Hribik Jan Mayer Timothy Čároví: McCrank Dustin Šefčík Peter |
| 10 min | 10 min            | Tresty   | 12 min           | Rozhodčí: Hribik Jan Mayer Timothy Čároví: McCrank Dustin Šefčík Peter |
| 21 | 21                | Střely   | 21               | Rozhodčí: Hribik Jan Mayer Timothy Čároví: McCrank Dustin Šefčík Peter |

| 11. května 2018 20:15 | USA | 13:1 (4:1, 4:0, 5:0) | Jižní Korea | Jyske Bank Boxen, Herning Návštěvnost: 7 563 |  |

| Zpráva | |          |                                            |                                                                                  |
| Scott Darling | Scott Darling | Brankáři | Matt Dalton a Song-če Pak                  | Rozhodčí: Sjöqvist Mikael Wehrli Tobias Čároví: Lhotský Miroslav Suominen Sakari |
| 08:35 Anders Lee (Dylan Larkin, Johnny Gaudreau) 12:56 Patrick Kane (Johnny Gaudreau) 13:29 Charlie McAvoy (Patrick Kane, Johnny Gaudreau) 19:16 Charlie McAvoy (Chris Kreider, Dylan Larkin) 23:42 Derek Ryan (Alec Martinez) 27:06 Blake Coleman (Alec Martinez, Colin White) 28:41 Patrick Kane (Charlie McAvoy) 32:18 Cam Atkinson (Patrick Kane, Charlie McAvoy) 45:06 Tage Thompson (Sonny Milano, Nick Jensen) 46:11 Cam Atkinson (Patrick Kane, Charlie McAvoy) 49:09 Neal Pionk (Will Butcher) 51:40 Derek Ryan (Alex DeBrincat, Neal Pionk) 58:50 Sonny Milano (Alex DeBrincat, Tage Thompson) | 08:35 Anders Lee (Dylan Larkin, Johnny Gaudreau) 12:56 Patrick Kane (Johnny Gaudreau) 13:29 Charlie McAvoy (Patrick Kane, Johnny Gaudreau) 19:16 Charlie McAvoy (Chris Kreider, Dylan Larkin) 23:42 Derek Ryan (Alec Martinez) 27:06 Blake Coleman (Alec Martinez, Colin White) 28:41 Patrick Kane (Charlie McAvoy) 32:18 Cam Atkinson (Patrick Kane, Charlie McAvoy) 45:06 Tage Thompson (Sonny Milano, Nick Jensen) 46:11 Cam Atkinson (Patrick Kane, Charlie McAvoy) 49:09 Neal Pionk (Will Butcher) 51:40 Derek Ryan (Alex DeBrincat, Neal Pionk) 58:50 Sonny Milano (Alex DeBrincat, Tage Thompson) |          | 05:23 Čin-hi An (Sang-uk Kim, Won-čon Kim) | Rozhodčí: Sjöqvist Mikael Wehrli Tobias Čároví: Lhotský Miroslav Suominen Sakari |
| 10 min | 10 min | Tresty   | 22 min                                     | Rozhodčí: Sjöqvist Mikael Wehrli Tobias Čároví: Lhotský Miroslav Suominen Sakari |
| 57 | 57 | Střely   | 13                                         | Rozhodčí: Sjöqvist Mikael Wehrli Tobias Čároví: Lhotský Miroslav Suominen Sakari |

| 12. května 2018 12:15 | Lotyšsko | 3:1 (0:0, 1:0, 2:1) | Německo | Jyske Bank Boxen, Herning Návštěvnost: 8 997 |  |

| Zpráva                                                         |                                                                |          |                     |                                                                                 |
| Elvis Merzlikins                                               | Elvis Merzlikins                                               | Brankáři | Niklas Treutle      | Rozhodčí: Kaukokari Mikko Mayer Timothy Čároví: Fluri Nicolas Malmqvist Andreas |
| 36:54 Ronalds Keninš 40:15 Guntis Galvinš 47:54 Andris Džerinš | 36:54 Ronalds Keninš 40:15 Guntis Galvinš 47:54 Andris Džerinš |          | 48:40 Dominik Kahun | Rozhodčí: Kaukokari Mikko Mayer Timothy Čároví: Fluri Nicolas Malmqvist Andreas |
| 4 min                                                          | 4 min                                                          | Tresty   | 14 min              | Rozhodčí: Kaukokari Mikko Mayer Timothy Čároví: Fluri Nicolas Malmqvist Andreas |
| 32                                                             | 32                                                             | Střely   | 34                  | Rozhodčí: Kaukokari Mikko Mayer Timothy Čároví: Fluri Nicolas Malmqvist Andreas |

| 12. května 2018 16:15 | Dánsko | 3:1 (0:0, 2:1, 1:0) | Jižní Korea | Jyske Bank Boxen, Herning Návštěvnost: 10 591 |  |

| Zpráva | |                 |                                 |                                                                            |
| Frederik Andersen | Frederik Andersen | Brankáři        | Matt Dalton                     | Rozhodčí: Oliver Gouin Mikael Sjöqvist Čároví: Gleb Lazarev Dustin McCrank |
| 22:55 Frans Nielsen (Daniel Nielsen) 32:14 Jesper Jensen (Oliver Bjorkstrand) 56:35 Nichlas Hardt (Frans Nielsen, Jensen Jensen Aabo) | 22:55 Frans Nielsen (Daniel Nielsen) 32:14 Jesper Jensen (Oliver Bjorkstrand) 56:35 Nichlas Hardt (Frans Nielsen, Jensen Jensen Aabo) | 1:0 1:1 2:1 3:1 | 24:18 Ki-song Kim (Sang-uk Kim) | Rozhodčí: Oliver Gouin Mikael Sjöqvist Čároví: Gleb Lazarev Dustin McCrank |
| 4 min | 4 min | Tresty          | 8 min                           | Rozhodčí: Oliver Gouin Mikael Sjöqvist Čároví: Gleb Lazarev Dustin McCrank |
| 28 | 28 | Střely          | 14                              | Rozhodčí: Oliver Gouin Mikael Sjöqvist Čároví: Gleb Lazarev Dustin McCrank |

| 12. května 2018 20:15 | Kanada | 1:5 (1:3, 0:0, 0:2) | Finsko | Jyske Bank Boxen, Herning Návštěvnost: 9 313 |  |

| Zpráva                                |                                       |                         | |                                                                             |
| Curtis Mcelhinney, Darcy Kuemper      | Curtis Mcelhinney, Darcy Kuemper      | Brankáři                | Harri Säteri | Rozhodčí: Mark Lemelin Konstantin Olenin Čároví: Dmitri Golyak Peter Šefčík |
| 10:55 Jean-Gabriel Pageau (Bo Horvat) | 10:55 Jean-Gabriel Pageau (Bo Horvat) | 0:1 1:1 1:2 1:3 1:4 1:5 | 08:50 Mikko Rantanen 13:48 Janne Pesonen (Markus Nutivaara, Eeli Tolvanen) 16:35 Mikko Rantanen (Mikael Granlund, Teuvo Teräväinen) 45:17 Eeli Tolvanen 45:27 Teuvo Teräväinen (Sebastian Aho, Tommi Kivistö) | Rozhodčí: Mark Lemelin Konstantin Olenin Čároví: Dmitri Golyak Peter Šefčík |
| 22 min                                | 22 min                                | Tresty                  | 16 min | Rozhodčí: Mark Lemelin Konstantin Olenin Čároví: Dmitri Golyak Peter Šefčík |
| 31                                    | 31                                    | Střely                  | 22 | Rozhodčí: Mark Lemelin Konstantin Olenin Čároví: Dmitri Golyak Peter Šefčík |

| 13. května 2018 16:15 | Norsko | 3:9 (0:3, 1:4, 2:2) | USA | Jyske Bank Boxen, Herning Návštěvnost: 4 553 |  |

| Zpráva | |                                                 | |                                                                               |
| Lars Haugen a Henrik Haukeland | Lars Haugen a Henrik Haukeland | Brankáři                                        | Keith Kinkaid a Scott Darling | Rozhodčí: Roman Gofnam Tobias Wehrli Čároví: Miroslav Lhotský Sakari Suominen |
| 27:00 Kristian Forsberg (Tobias Lindström) 46:05 Ken André Olimb (Alexander Bonsaksen, Jonas Holøs) 47:09 Mathis Olimb (Tobias Lindström, Christian Bull) | 27:00 Kristian Forsberg (Tobias Lindström) 46:05 Ken André Olimb (Alexander Bonsaksen, Jonas Holøs) 47:09 Mathis Olimb (Tobias Lindström, Christian Bull) | 0:1 0:2 0:3 0:4 1:4 1:5 1:6 1:7 1:8 2:8 3:8 3:9 | 08:24 Patrick Kane (Charlie McAvoy, Cam Atkinson) 12:18 Patrick Kane (Alex DeBrincat, Cam Atkinson) 15:25 Charlie McAvoy (Alex DeBrincat) 21:03 Dylan Larkin 30:38 Alec Martinez (Dylan Larkin) 36:40 Anders Lee (Dylan Larkin, Johnny Gaudreau) 39:08 Cam Atkinson (Nick Jensen, Patrick Kane) 42:50 Colin White (Nick Bonino, Connor Murphy) 57:27 Neal Pionk (Nick Bonino, Chris Kreider) | Rozhodčí: Roman Gofnam Tobias Wehrli Čároví: Miroslav Lhotský Sakari Suominen |
| 10 min | 10 min | Tresty                                          | 22 min | Rozhodčí: Roman Gofnam Tobias Wehrli Čároví: Miroslav Lhotský Sakari Suominen |
| 26 | 26 | Střely                                          | 48 | Rozhodčí: Roman Gofnam Tobias Wehrli Čároví: Miroslav Lhotský Sakari Suominen |

| 13. května 2018 20:15 | Německo | 3:2 PP (0:1, 2:0, 0:1 - 1:0) | Finsko | Jyske Bank Boxen, Herning Návštěvnost: 5 077 |  |

| Zpráva | |                     |                                                                                             |                                                                      |
| Mathias Niederberger | Mathias Niederberger | Brankáři            | Ville Husso                                                                                 | Rozhodčí: Oliver Gouin Jan Hribik Čároví: Nicolas Fluri Gleb Lazarev |
| 25:56 Frederik Tiffels (Yannic Seidenberg, Marc Michaelis) 38:48 Björn Krupp (Patrick Hager, Markus Eisenschmid) v prodloužení 62:00 Markus Eisenschmid (Dominik Kahun) | 25:56 Frederik Tiffels (Yannic Seidenberg, Marc Michaelis) 38:48 Björn Krupp (Patrick Hager, Markus Eisenschmid) v prodloužení 62:00 Markus Eisenschmid (Dominik Kahun) | 0:1 1:1 2:1 2:2 3:2 | 02:26 Eeli Tolvanen (Juuso Riikola) 57:54 Sebastian Aho (Mikael Granlund, Teuvo Teräväinen) | Rozhodčí: Oliver Gouin Jan Hribik Čároví: Nicolas Fluri Gleb Lazarev |
| 6 min | 6 min | Tresty              | 4 min                                                                                       | Rozhodčí: Oliver Gouin Jan Hribik Čároví: Nicolas Fluri Gleb Lazarev |
| 15 | 15 | Střely              | 38                                                                                          | Rozhodčí: Oliver Gouin Jan Hribik Čároví: Nicolas Fluri Gleb Lazarev |

| 14. května 2018 16:15 | Jižní Korea | 0:3 (0:1, 0:0, 0:2) | Norsko | Jyske Bank Boxen, Herning Návštěvnost: 3 330 |  |

| Zpráva      |             |             | |                                                                              |
| Matt Dalton | Matt Dalton | Brankáři    | Lars Haugen | Rozhodčí: Brett Iverson Mikko Kaukokari Čároví: Dmitri Golyak Dustin McCrank |
|             |             | 0:1 0:2 0:3 | 13:35 Tobias Lindström (Mathis Olimb, Stefan Espeland) 46:55 Thomas Valkvæ Olsen (Anders Bastiansen, Stefan Espeland) 50:02 Jonas Holøs (Ken André Olimb, Steffen Thoresen) | Rozhodčí: Brett Iverson Mikko Kaukokari Čároví: Dmitri Golyak Dustin McCrank |
| 12 min      | 12 min      | Tresty      | 2 min | Rozhodčí: Brett Iverson Mikko Kaukokari Čároví: Dmitri Golyak Dustin McCrank |
| 17          | 17          | Střely      | 30 | Rozhodčí: Brett Iverson Mikko Kaukokari Čároví: Dmitri Golyak Dustin McCrank |

| 14. května 2018 20:15 | Kanada | 2:1 PP (1:0, 0:0, 0:1 - 1:0) | Lotyšsko | Jyske Bank Boxen, Herning Návštěvnost: 2 966 |  |

| Zpráva | |             |                                                           |                                                                               |
| Darcy Kuemper | Darcy Kuemper | Brankáři    | Kristers Gudļevskis                                       | Rozhodčí: Stephen Reneau Tobias Wehrli Čároví: Andreas Malmqvist Peter Šefčík |
| 02:51 Anthony Beauvillier (Jean-Gabriel Pageau, Mathew Barzal) v prodloužení 60:46 Connor McDavid (Ryan Nugent-Hopkins) | 02:51 Anthony Beauvillier (Jean-Gabriel Pageau, Mathew Barzal) v prodloužení 60:46 Connor McDavid (Ryan Nugent-Hopkins) | 1:0 1:1 2:1 | 41:50 Kristiāns Rubīns (Roberts Bukarts, Teodors Blugers) | Rozhodčí: Stephen Reneau Tobias Wehrli Čároví: Andreas Malmqvist Peter Šefčík |
| 4 min | 4 min | Tresty      | 4 min                                                     | Rozhodčí: Stephen Reneau Tobias Wehrli Čároví: Andreas Malmqvist Peter Šefčík |
| 36 | 36 | Střely      | 16                                                        | Rozhodčí: Stephen Reneau Tobias Wehrli Čároví: Andreas Malmqvist Peter Šefčík |

| 15. května 2018 12:15 | Finsko | 6:2 (2:0, 1:0, 3:2) | USA | Jyske Bank Boxen, Herning Návštěvnost: 6 343 |  |

| Zpráva | |                                 |                                                                                    |                                                                                    |
| Harri Säteri | Harri Säteri | Brankáři                        | Keith Kinkaid                                                                      | Rozhodčí: Brett Iverson Mikael Sjöqvist Čároví: Miroslav Lhotský Andreas Malmqvist |
| 10:17 Sebastian Aho (Veli-Matti Savinainen) 17:15 Sebastian Aho (Markus Nutivaara) 37:51 Mikko Rantanen (Markus Nutivaara, Mikael Granlund) 47:42 Marko Antilla (Sakari Manninen) 53:57 Kasperi Kapanen (Eeli Tolvanen, Veli-Matti Savinainen) 56:45 Sebastian Aho (Tommi Kivistö) | 10:17 Sebastian Aho (Veli-Matti Savinainen) 17:15 Sebastian Aho (Markus Nutivaara) 37:51 Mikko Rantanen (Markus Nutivaara, Mikael Granlund) 47:42 Marko Antilla (Sakari Manninen) 53:57 Kasperi Kapanen (Eeli Tolvanen, Veli-Matti Savinainen) 56:45 Sebastian Aho (Tommi Kivistö) | 1:0 2:0 3:0 4:0 4:1 5:1 5:2 6:2 | 51:33 Patrick Kane (Charlie McAvoy) 54:44 Derek Ryan (Patrick Kane, Chris Kreider) | Rozhodčí: Brett Iverson Mikael Sjöqvist Čároví: Miroslav Lhotský Andreas Malmqvist |
| 8 min | 8 min | Tresty                          | 10 min                                                                             | Rozhodčí: Brett Iverson Mikael Sjöqvist Čároví: Miroslav Lhotský Andreas Malmqvist |
| 6 | 6 | Střely                          | 2                                                                                  | Rozhodčí: Brett Iverson Mikael Sjöqvist Čároví: Miroslav Lhotský Andreas Malmqvist |

| 15. května 2018 16:15 | Kanada | 3:0 (1:0, 1:0, 1:0) | Německo | Jyske Bank Boxen, Herning Návštěvnost: 6 200 |  |

| Zpráva | |             |                |                                                                          |
| Darcy Kuemper | Darcy Kuemper | Brankáři    | Niklas Treutle | Rozhodčí: Roman Gofman Stephen Reneau Čároví: Nicolas Fluri Gleb Lazarev |
| 00:20 Brayden Schenn (Ryan Nugent-Hopkins, Connor McDavid) 28:14 Ryan Nugent-Hopkins (Connor McDavid, Aaron Ekblad) 49:48 Tyson Jost (Joel Edmundson, Jordan Eberle) | 00:20 Brayden Schenn (Ryan Nugent-Hopkins, Connor McDavid) 28:14 Ryan Nugent-Hopkins (Connor McDavid, Aaron Ekblad) 49:48 Tyson Jost (Joel Edmundson, Jordan Eberle) | 1:0 2:0 3:0 |                | Rozhodčí: Roman Gofman Stephen Reneau Čároví: Nicolas Fluri Gleb Lazarev |
| 4 min | 4 min | Tresty      | 6 min          | Rozhodčí: Roman Gofman Stephen Reneau Čároví: Nicolas Fluri Gleb Lazarev |
| 30 | 30 | Střely      | 12             | Rozhodčí: Roman Gofman Stephen Reneau Čároví: Nicolas Fluri Gleb Lazarev |

| 15. května 2018 20:15 | Lotyšsko | 1:0 (1:0, 0:0, 0:0) | Dánsko | Jyske Bank Boxen, Herning Návštěvnost: 10 800 |  |

| Zpráva                               |                                      |          |                   |                                                                             |
| Elvis Merzlikins                     | Elvis Merzlikins                     | Brankáři | Frederik Andersen | Rozhodčí: Antonín Jeřábek Jozef Kubuš Čároví: Dmitri Golyak Sakari Suominen |
| 09:14 Andris Džerinš (Miks Indrašis) | 09:14 Andris Džerinš (Miks Indrašis) | 1:0      |                   | Rozhodčí: Antonín Jeřábek Jozef Kubuš Čároví: Dmitri Golyak Sakari Suominen |
| 2 min                                | 2 min                                | Tresty   | 16 min            | Rozhodčí: Antonín Jeřábek Jozef Kubuš Čároví: Dmitri Golyak Sakari Suominen |
| 28                                   | 28                                   | Střely   | 19                | Rozhodčí: Antonín Jeřábek Jozef Kubuš Čároví: Dmitri Golyak Sakari Suominen |

## Play off

### Pavouk

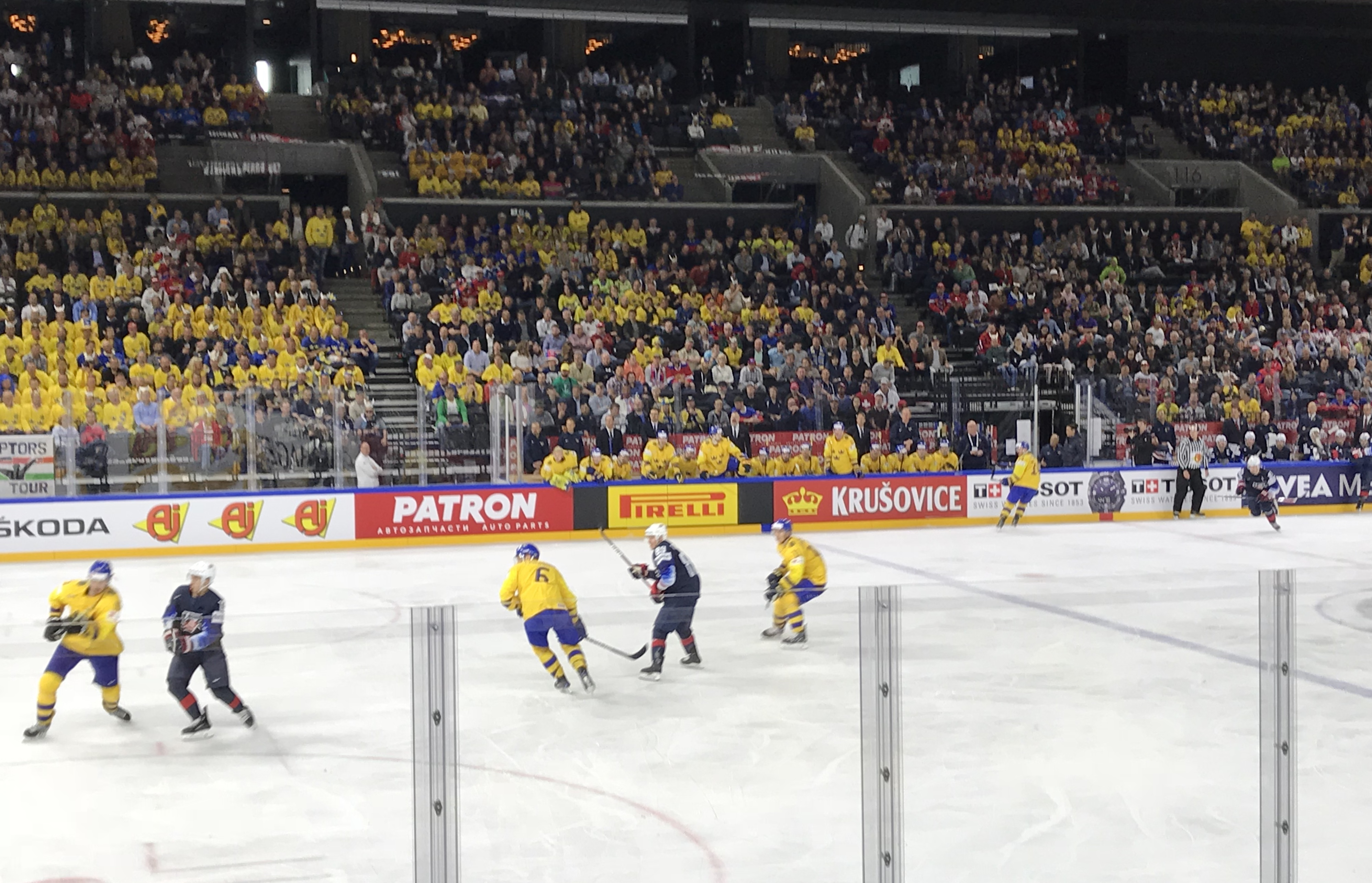
Semifinálový zápas Švédsko – USA 6:0

|  | Čtvrtfinále 1 |               |               |  |      |              |              |              |  |               |               |               |      |
|  | A1            | Švédsko       | 3             |  |      |              |              |              |  |               |               |               |      |
|  | B4            | Lotyšsko      | 2             |  |      | Semifinále 1 | Semifinále 1 | Semifinále 1 |  |               |               |               |      |
|  |               |               |               |  |      | ČTF1         | Švédsko      | 6            |  |               |               |               |      |
|  | Čtvrtfinále 2 | Čtvrtfinále 2 | Čtvrtfinále 2 |  | ČTF2 | USA          | 0            |              |  |               |               |               |      |
|  | B2            | USA           | 3             |  |      |              |              |              |  |               |               |               |      |
|  | A3            | Česko         | 2             |  |      |              |              |              |  | Finále        | Finále        | Finále        |      |
|  |               |               |               |  |      |              |              |              |  |               | VSF2          | Švédsko       | 3 sn |
|  | Čtvrtfinále 3 | Čtvrtfinále 3 | Čtvrtfinále 3 |  |      |              |              |              |  |               | VSF1          | Švýcarsko     | 2    |
|  | B1            | Finsko        | 2             |  |      |              |              |              |  |               |               |               |      |
|  | A4            | Švýcarsko     | 3             |  |      | Semifinále 2 | Semifinále 2 | Semifinále 2 |  | Zápas o bronz | Zápas o bronz | Zápas o bronz |      |
|  |               |               |               |  |      | ČTF3         | Kanada       | 2            |  | PSF2          | USA           | 4             |      |
|  | Čtvrtfinále 4 | Čtvrtfinále 4 | Čtvrtfinále 4 |  | ČTF4 | Švýcarsko    | 3            |              |  | PSF1          | Kanada        | 1             |      |
|  | A2            | Rusko         | 4             |  |      |              |              |              |  |               |               |               |      |
|  | B3            | Kanada        | 5             |  |      |              |              |              |  |               |               |               |      |

### Čtvrtfinále
| 17. května 2018 16:15 | USA | 3:2 (2:0, 0:2, 1:0) | Česko | Jyske Bank Boxen, Herning Návštěvnost: 4 846 |  |

| Zpráva | |                     |                                                                                                 |                                                                              |
| Keith Kinkaid | Keith Kinkaid | Brankáři            | Pavel Francouz                                                                                  | Rozhodčí: Mikko Kaukokari Jozef Kubuš Čároví: Dustin McCrank Sakari Suominen |
| 10:36 Patrick Kane (Derek Ryan) 12:19 Cam Atkinson (Nick Bonino, Johnny Gaudreau) 46:58 Patrick Kane (Derek Ryan) | 10:36 Patrick Kane (Derek Ryan) 12:19 Cam Atkinson (Nick Bonino, Johnny Gaudreau) 46:58 Patrick Kane (Derek Ryan) | 1:0 2:0 2:1 2:2 3:2 | 24:56 Michal Řepík (Radek Faksa, Radko Gudas) 30:55 Martin Nečas (David Pastrňák, Filip Hronek) | Rozhodčí: Mikko Kaukokari Jozef Kubuš Čároví: Dustin McCrank Sakari Suominen |
| 10 min | 10 min | Tresty              | 2 min                                                                                           | Rozhodčí: Mikko Kaukokari Jozef Kubuš Čároví: Dustin McCrank Sakari Suominen |
| 31 | 31 | Střely              | 26                                                                                              | Rozhodčí: Mikko Kaukokari Jozef Kubuš Čároví: Dustin McCrank Sakari Suominen |

| 17. května 2018 16:15 | Rusko | 4:5 PP (0:1, 2:1, 2:2 - 0:1) | Kanada | Royal Arena, Kodaň Návštěvnost: 9 017 |  |

| Zpráva | |                                     | |                                                                           |
| Igor Šesťjorkin | Igor Šesťjorkin | Brankáři                            | Darcy Kuemper | Rozhodčí: Mark Lemelin Aleksi Rantala Čároví: Oliver Brian Hannu Sormunen |
| 32:53 Ilja Michejev (Artem Anisimov, Nikita Zajcev) 37:32 Alexander Barabanov (Jevgenij Dadonov) 48:44 Sergej Andronov (Nikita Zajcev, Nikita Soshnikov) 54:34 Artem Anisimov (Michail Grigorenko, Nikita Zajcev) | 32:53 Ilja Michejev (Artem Anisimov, Nikita Zajcev) 37:32 Alexander Barabanov (Jevgenij Dadonov) 48:44 Sergej Andronov (Nikita Zajcev, Nikita Soshnikov) 54:34 Artem Anisimov (Michail Grigorenko, Nikita Zajcev) | 0:1 0:2 1:2 2:2 2:3 3:3 3:4 4:4 4:5 | 04:45 Colton Parayko (Connor McDavid, Jordan Eberle) 31:51 Ryan Nugent-Hopkins (Connor McDavid, Colton Parayko) 47:11 Kyle Turris (Jaden Schwartz) 52:36 Pierre-Luc Dubois (Tyson Jost) v prodloužení 64:57 Ryan O'Reilly (Connor McDavid, Aaron Ekblad) | Rozhodčí: Mark Lemelin Aleksi Rantala Čároví: Oliver Brian Hannu Sormunen |
| 8 min | 8 min | Tresty                              | 2 min | Rozhodčí: Mark Lemelin Aleksi Rantala Čároví: Oliver Brian Hannu Sormunen |
| 30 | 30 | Střely                              | 41 | Rozhodčí: Mark Lemelin Aleksi Rantala Čároví: Oliver Brian Hannu Sormunen |

| 17. května 2018 20:15 | Švédsko | 3:2 (0:0, 1:1, 2:1) | Lotyšsko | Royal Arena, Kodaň Návštěvnost: 12 490 |  |

| Zpráva | |                     |                                                                                |                                                                                      |
| Anders Nilsson | Anders Nilsson | Brankáři            | Elvis Merzļikins                                                               | Rozhodčí: Timothy Mayer Konstantin Olenin Čároví: Lukas Kohlmüller Alexandr Otmachov |
| 26:36 Filip Forsberg (Adrian Kempe, Oliver Ekman-Larsson) 41:49 Viktor Arvidsson (Mattias Ekholm) 46:27 Oliver Ekman-Larsson (Adrian Kempe, Rickard Rakell) | 26:36 Filip Forsberg (Adrian Kempe, Oliver Ekman-Larsson) 41:49 Viktor Arvidsson (Mattias Ekholm) 46:27 Oliver Ekman-Larsson (Adrian Kempe, Rickard Rakell) | 1:0 1:1 2:1 3:1 3:2 | 31:59 Teodors Blugers (Rihards Bukarts) 50:21 Rūdolfs Balcers (Ronalds Ķēniņš) | Rozhodčí: Timothy Mayer Konstantin Olenin Čároví: Lukas Kohlmüller Alexandr Otmachov |
| 10 min | 10 min | Tresty              | 2 min                                                                          | Rozhodčí: Timothy Mayer Konstantin Olenin Čároví: Lukas Kohlmüller Alexandr Otmachov |
| 34 | 34 | Střely              | 24                                                                             | Rozhodčí: Timothy Mayer Konstantin Olenin Čároví: Lukas Kohlmüller Alexandr Otmachov |

| 17. května 2018 20:15 | Finsko | 2:3 (1:0, 0:3, 1:0) | Švýcarsko | Jyske Bank Boxen, Herning Návštěvnost: 5 634 |  |

| Zpráva | |                     | |                                                                                |
| Harri Säteri | Harri Säteri | Brankáři            | Leonardo Genoni | Rozhodčí: Antonín Jeřábek Stephen Reneau Čároví: Gleb Lazarev Miroslav Lhotský |
| 07:01 Markus Nutivaara (Miika Koivisto, Mikko Rantanen) 48:20 Mikko Rantanen (Veli-Matti Savinainen, Sebastian Aho) | 07:01 Markus Nutivaara (Miika Koivisto, Mikko Rantanen) 48:20 Mikko Rantanen (Veli-Matti Savinainen, Sebastian Aho) | 1:0 1:1 1:2 1:3 2:3 | 29:13 Enzo Corvi (Kevin Fiala, Nino Niederreiter) 32:32 Joël Vermin (Timo Meier) 33:08 Grégory Hofmann (Simon Moser, Michael Fora) | Rozhodčí: Antonín Jeřábek Stephen Reneau Čároví: Gleb Lazarev Miroslav Lhotský |
| 0 min | 0 min | Tresty              | 8 min | Rozhodčí: Antonín Jeřábek Stephen Reneau Čároví: Gleb Lazarev Miroslav Lhotský |
| 34 | 34 | Střely              | 27 | Rozhodčí: Antonín Jeřábek Stephen Reneau Čároví: Gleb Lazarev Miroslav Lhotský |

### Semifinále
| 19. května 2018 15:15 | Švédsko | 6:0 (1:0, 3:0, 2:0) | USA | Royal Arena, Kodaň Návštěvnost: 12 490 |  |

| Zpráva | |                         |               |                                                                             |
| Anders Nilsson | Anders Nilsson | Brankáři                | Keith Kinkaid | Rozhodčí: Roman Gofman Oliver Gouin Čároví: Dustin McCrank Nathan Vanoosten |
| 14:43 Viktor Arvidsson (Jacob de la Rose, Filip Forsberg) 27:09 Magnus Pääjärvi (Mikael Backlund) 30:05 Patric Hornqvist (Mikael Backlund, John Klingberg) 30:16 Mattias Janmark (Rickard Rakell) 51:07 Viktor Arvidsson (Mika Zibanejad) 57:01 Adrian Kempe (Mikael Backlund) | 14:43 Viktor Arvidsson (Jacob de la Rose, Filip Forsberg) 27:09 Magnus Pääjärvi (Mikael Backlund) 30:05 Patric Hornqvist (Mikael Backlund, John Klingberg) 30:16 Mattias Janmark (Rickard Rakell) 51:07 Viktor Arvidsson (Mika Zibanejad) 57:01 Adrian Kempe (Mikael Backlund) | 1:0 2:0 3:0 4:0 5:0 6:0 |               | Rozhodčí: Roman Gofman Oliver Gouin Čároví: Dustin McCrank Nathan Vanoosten |
| 14 min | 14 min | Tresty                  | 6 min         | Rozhodčí: Roman Gofman Oliver Gouin Čároví: Dustin McCrank Nathan Vanoosten |
| 20 | 20 | Střely                  | 41            | Rozhodčí: Roman Gofman Oliver Gouin Čároví: Dustin McCrank Nathan Vanoosten |

| 19. května 2018 19:15 | Kanada | 2:3 (0:1, 1:1, 1:1) | Švýcarsko | Royal Arena, Kodaň Návštěvnost: 12 166 |  |

| Zpráva | |                     | |                                                                             |
| Darcy Kuemper                                                                                                  | Darcy Kuemper                                                                                                  | Brankáři            | Leonardo Genomi | Rozhodčí: Mikko Kaukokari Jozef Kubuš Čároví: Miroslav Lhotský Brian Oliver |
| 27:20 Bo Horvat (Pierre-Luc Dubois, Jean-Gabriel Pageau) 57:53 Colton Parayko (Connor McDavid, Brayden Schenn) | 27:20 Bo Horvat (Pierre-Luc Dubois, Jean-Gabriel Pageau) 57:53 Colton Parayko (Connor McDavid, Brayden Schenn) | 0:1 1:1 1:2 1:3 2:3 | 18:41 Tristan Scherwey (Ramon Untersander, Dean Kukan) 29:40 Gaëtan Haas (Kevin Fiala, Sven Andrighetto) 44:14 Gaëtan Haas (Sven Andrighetto, Rafael Diaz) | Rozhodčí: Mikko Kaukokari Jozef Kubuš Čároví: Miroslav Lhotský Brian Oliver |
| 6 min | 6 min | Tresty              | 2 min | Rozhodčí: Mikko Kaukokari Jozef Kubuš Čároví: Miroslav Lhotský Brian Oliver |
| 45 | 45 | Střely              | 20 | Rozhodčí: Mikko Kaukokari Jozef Kubuš Čároví: Miroslav Lhotský Brian Oliver |

### Zápas o 3. místo
| 20. května 2018 15:45 | USA | 4:1 (0:0, 1:1, 3:0) | Kanada | Royal Arena, Kodaň Návštěvnost: 12 111 |  |

| Zpráva | |                     |                                                    |                                                                                |
| Keith Kinkaid | Keith Kinkaid | Brankáři            | Curtis McElhinney                                  | Rozhodčí: Mikko Kaukokari Jozef Kubuš Čároví: Miroslav Lhotský Sakari Suominen |
| 26:40 Chris Kreider (Dylan Larkin, Alex Debrincat) 53:21 Nick Bonino (Patrick Kane) 57:45 Anders Lee (Charlie McAvoy) 58:18 Chris Kreider | 26:40 Chris Kreider (Dylan Larkin, Alex Debrincat) 53:21 Nick Bonino (Patrick Kane) 57:45 Anders Lee (Charlie McAvoy) 58:18 Chris Kreider | 1:0 1:1 2:1 3:1 4:1 | 38:06 Marc-Edouard Vlasic (Bo Horvat, Kyle Turris) | Rozhodčí: Mikko Kaukokari Jozef Kubuš Čároví: Miroslav Lhotský Sakari Suominen |
| 4 min | 4 min | Tresty              | 14 min                                             | Rozhodčí: Mikko Kaukokari Jozef Kubuš Čároví: Miroslav Lhotský Sakari Suominen |
| 35 | 35 | Střely              | 25                                                 | Rozhodčí: Mikko Kaukokari Jozef Kubuš Čároví: Miroslav Lhotský Sakari Suominen |

### Finále
| 20. května 2018 20:15 | Švédsko | 3:2 SN (1:1, 1:1, 0:0 - 0:0 - 1:0) | Švýcarsko | Royal Arena, Kodaň Návštěvnost: 12 490 |  |

| Zpráva | |                     | |                                                                           |
| Anders Nilsson | Anders Nilsson | Brankáři            | Leonardo Genoni | Rozhodčí: Roman Gofman Oliver Gouin Čároví: Gleb Lazarev Nathan Vanoosten |
| 17:54 Gustav Nyquist (Mattias Ekholm) 34:53 Mika Zibanejad (Oliver Ekman-Larsson) 80:00 Oliver Ekman-Larsson 80:00 Filip Forsberg (Rozhodující nájezd) | 17:54 Gustav Nyquist (Mattias Ekholm) 34:53 Mika Zibanejad (Oliver Ekman-Larsson) 80:00 Oliver Ekman-Larsson 80:00 Filip Forsberg (Rozhodující nájezd) | 0:1 1:1 1:2 2:2 3:2 | 16:38 Nino Niederreiter (Roman Josi, Kevin Fiala) 23:13 Timo Meier (Enzo Corvi, Roman Josi) 80:00 Sven Andrighetto | Rozhodčí: Roman Gofman Oliver Gouin Čároví: Gleb Lazarev Nathan Vanoosten |
| 4 min | 4 min | Tresty              | 10 min | Rozhodčí: Roman Gofman Oliver Gouin Čároví: Gleb Lazarev Nathan Vanoosten |
| 37 | 37 | Střely              | 27 | Rozhodčí: Roman Gofman Oliver Gouin Čároví: Gleb Lazarev Nathan Vanoosten |

## Konečné pořadí

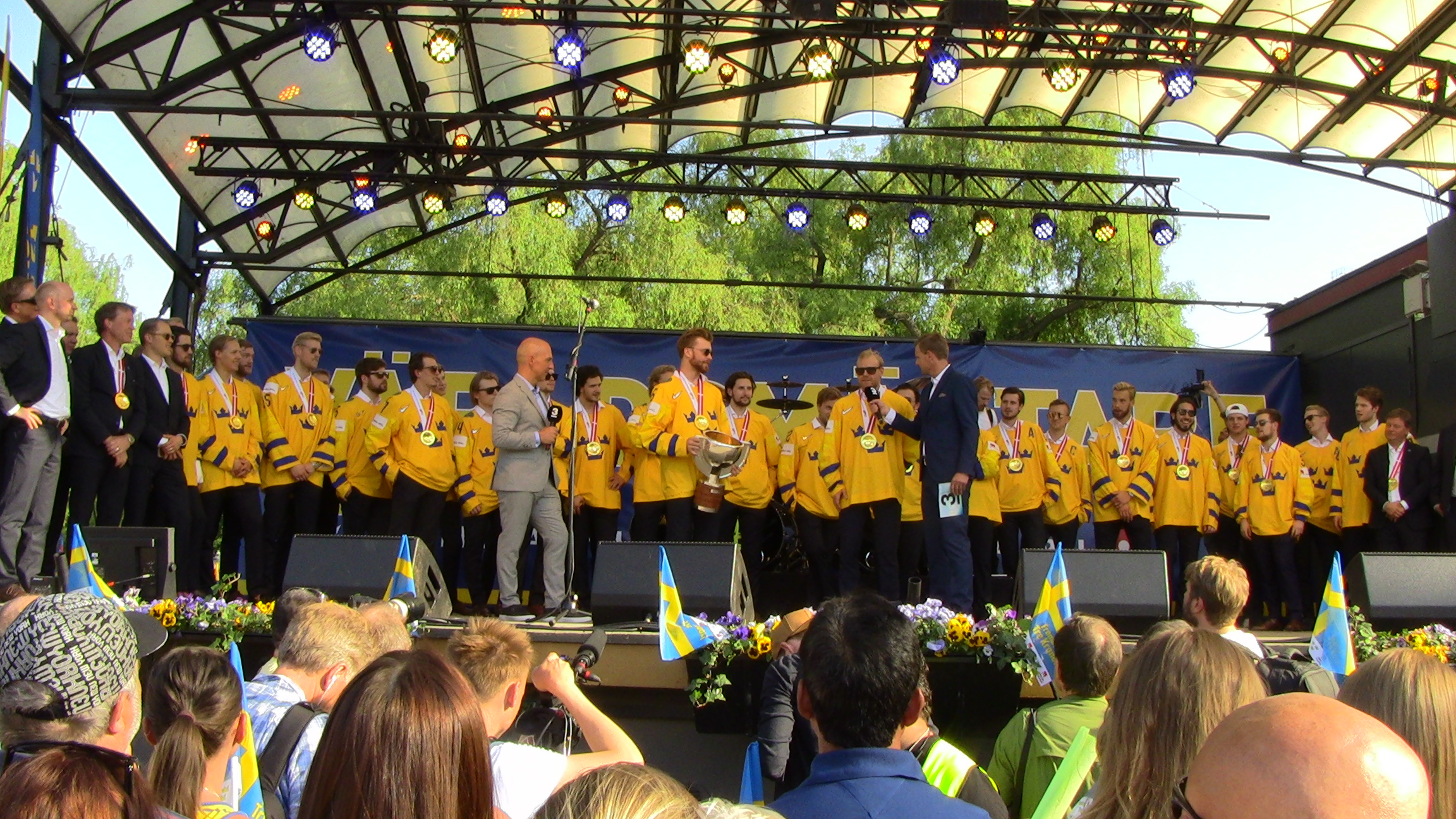
Švédští hokejisté oslavují výhru na MS 2018.

| Poř.             | Tým         | Z  | V | VP | PP | P | GV | GI | +/- | B  | Soupiska | Konečný výsledek                                  |
| ---------------- | ----------- | -- | - | -- | -- | - | -- | -- | --- | -- | -------- | ------------------------------------------------- |
| Zlatá medaile    | Švédsko     | 10 | 8 | 2  | 0  | 0 | 43 | 13 | +30 | 28 | Soupiska | Šampioni                                          |
| Stříbrná medaile | Švýcarsko   | 10 | 5 | 1  | 2  | 2 | 33 | 26 | +7  | 19 | Soupiska | Finalisté                                         |
| Bronzová medaile | USA         | 10 | 6 | 2  | 0  | 2 | 46 | 25 | +21 | 22 | Soupiska | Třetí místo                                       |
| 4.               | Kanada      | 10 | 4 | 2  | 1  | 3 | 40 | 23 | +17 | 17 | Soupiska | Čtvrté místo                                      |
|                  |             |    |   |    |    |   |    |    |     |    |          |                                                   |
| 5.               | Finsko      | 8  | 5 | 0  | 1  | 2 | 40 | 14 | +26 | 16 | Soupiska | Vyřazeni ve čtvrtfinále                           |
| 6.               | Rusko       | 8  | 5 | 0  | 2  | 1 | 36 | 15 | +21 | 17 | Soupiska | Vyřazeni ve čtvrtfinále                           |
| 7.               | Česko       | 8  | 3 | 3  | 0  | 2 | 29 | 18 | +11 | 15 | Soupiska | Vyřazeni ve čtvrtfinále                           |
| 8.               | Lotyšsko    | 8  | 3 | 1  | 2  | 2 | 18 | 19 | -1  | 13 | Soupiska | Vyřazeni ve čtvrtfinále                           |
|                  |             |    |   |    |    |   |    |    |     |    |          |                                                   |
| 9.               | Slovensko   | 7  | 3 | 0  | 2  | 2 | 19 | 20 | -1  | 11 | Soupiska | Vyřazeni ve skupinách                             |
| 10.              | Dánsko      | 7  | 3 | 1  | 0  | 3 | 13 | 17 | -4  | 11 | Soupiska | Vyřazeni ve skupinách                             |
| 11.              | Německo     | 7  | 1 | 1  | 2  | 3 | 16 | 20 | -4  | 7  | Soupiska | Vyřazeni ve skupinách                             |
| 12.              | Francie     | 7  | 2 | 0  | 0  | 5 | 13 | 29 | -16 | 6  | Soupiska | Vyřazeni ve skupinách                             |
| 13.              | Norsko      | 7  | 1 | 1  | 1  | 4 | 13 | 31 | -18 | 6  | Soupiska | Vyřazeni ve skupinách                             |
| 14.              | Rakousko    | 7  | 1 | 0  | 1  | 5 | 13 | 30 | -17 | 4  | Soupiska | Vyřazeni ve skupinách                             |
|                  |             |    |   |    |    |   |    |    |     |    |          |                                                   |
| 15.              | Bělorusko   | 7  | 0 | 0  | 0  | 7 | 8  | 36 | -28 | 0  | Soupiska | Mistrovství světa v ledním hokeji 2019 (Divize I) |
| 16.              | Jižní Korea | 7  | 0 | 0  | 0  | 7 | 4  | 48 | -44 | 0  | Soupiska | Mistrovství světa v ledním hokeji 2019 (Divize I) |

| Sestupují do 1. divize pro rok 2019:                   | Bělorusko a Jižní Korea |
| Postupují z 1. divize do turnaje MS Elit pro rok 2019: | Velká Británie a Itálie |